# Porsche Panamera

Logo des Modells Panamera

Der Porsche Panamera ist eine Kombilimousine bzw. Shooting Brake der Oberklasse mit Frontmotor, die Porsche seit Mitte 2009 herstellt.
Die Bezeichnung „Panamera“ ist, wie auch die Zusatzbezeichnung „Carrera“ für verschiedene Versionen des Porsche 356 oder des Porsche 911, vom mexikanischen Langstreckenrennen Carrera Panamericana abgeleitet. Firmenintern wird er unter der Produktionsbezeichnung 970 oder dem Entwicklungskürzel G1 geführt.
Am 28. Juni 2016 stellte Porsche die zweite Generation des Panamera (971 oder G2) im Motorwerk in Berlin vor. Es wurden Modelle mit Allradantrieb und drei verschiedenen Motoren präsentiert. Am 2. März 2017 wurde mit dem Sport Turismo ein Shooting Brake auf Basis der zweiten Generation vorgestellt.
Die dritte Generation der Baureihe (976 oder G3) wurde am 24. November 2023 vorgestellt. Der Sport Turismo entfällt.

## 1. Generation (2009–2016)
Premiere hatte die erste Generation des Panamera auf der Auto Shanghai im Jahr 2009. Seit dem 12. September desselben Jahres war er in Europa, Südamerika und in Teilen Asiens erhältlich, im Oktober 2009 folgten Nordamerika und Australien. In China war er seit dem Frühjahr 2010 auf dem Markt.

### Entwicklung
Der Gran Turismo Panamera wurde ab Juni 2009 produziert. Die Fahrzeugplattform wurde von Porsche allein entwickelt. Hergestellt wurde der Wagen in Zusammenarbeit mit der Volkswagen AG: Täglich wurden etwa 140 Rohkarosserien (Januar 2012) des Panamera im Volkswagenwerk Hannover gefertigt und lackiert, ins Porsche Werk Leipzig transportiert und dort endmontiert.
Porsche rechnete mit weniger als einer Milliarde Euro Entwicklungskosten, die durch Synergieeffekte mit bestehenden Modellen erreicht werden sollten. Geplant war ein Absatz von 20.000 Exemplaren im ersten Verkaufsjahr. Porsche wollte damit rund 1200 neue Arbeitsstellen in Deutschland schaffen.
Zur Gewichtseinsparung sind Motorhaube, Türen, vordere Kotflügel und die weit öffnende Heckklappe aus Aluminium. Zunächst hatte der Wagen die V8-Saug- und Turbomotoren aus dem Porsche Cayenne. Später kamen V6-Ottomotoren (April 2010) und ein Hybridantrieb dazu. Die aktuellen Motoren mit Direkteinspritzung leisten zwischen 220 und 405 kW. Der im März 2011 auf dem Genfer Auto-Salon vorgestellte Panamera S Hybrid hat einen 70 Kilogramm schweren Nickel-Metallhydrid-Akkumulator unter dem Kofferraumboden. Unter dem linken Scheinwerfer ist die Leistungselektronik untergebracht, die aus der 288-Volt-Gleichspannung einen Dreiphasenwechselstrom erzeugt, der das Hybridmodul (Drehstrom-Elektromotor) zwischen Getriebe und dem Verbrennungsmotor versorgt. Das System ist in der Lage, je nach Erfordernis zwischen dem Verbrennungsmotor, einem kompressor-aufgeladenen V6-TFSI-Motor von Audi, und dem Elektromotor zu wechseln und beide Antriebsformen in Kombination zu betreiben. Er hat eine Gesamtleistung von 279 kW (380 PS) – davon entfallen 34 kW (47 PS) auf den Elektromotor.
Mitte 2011 bekam der Porsche Panamera einen Dieselmotor mit 184 kW (250 PS), der nahezu gleich mit dem 3.0-TDI-quattro des Audi A8 ist. Seit Januar 2014 wird er in einer auf 221 kW (300 PS) erstarkten Version ausgeliefert.

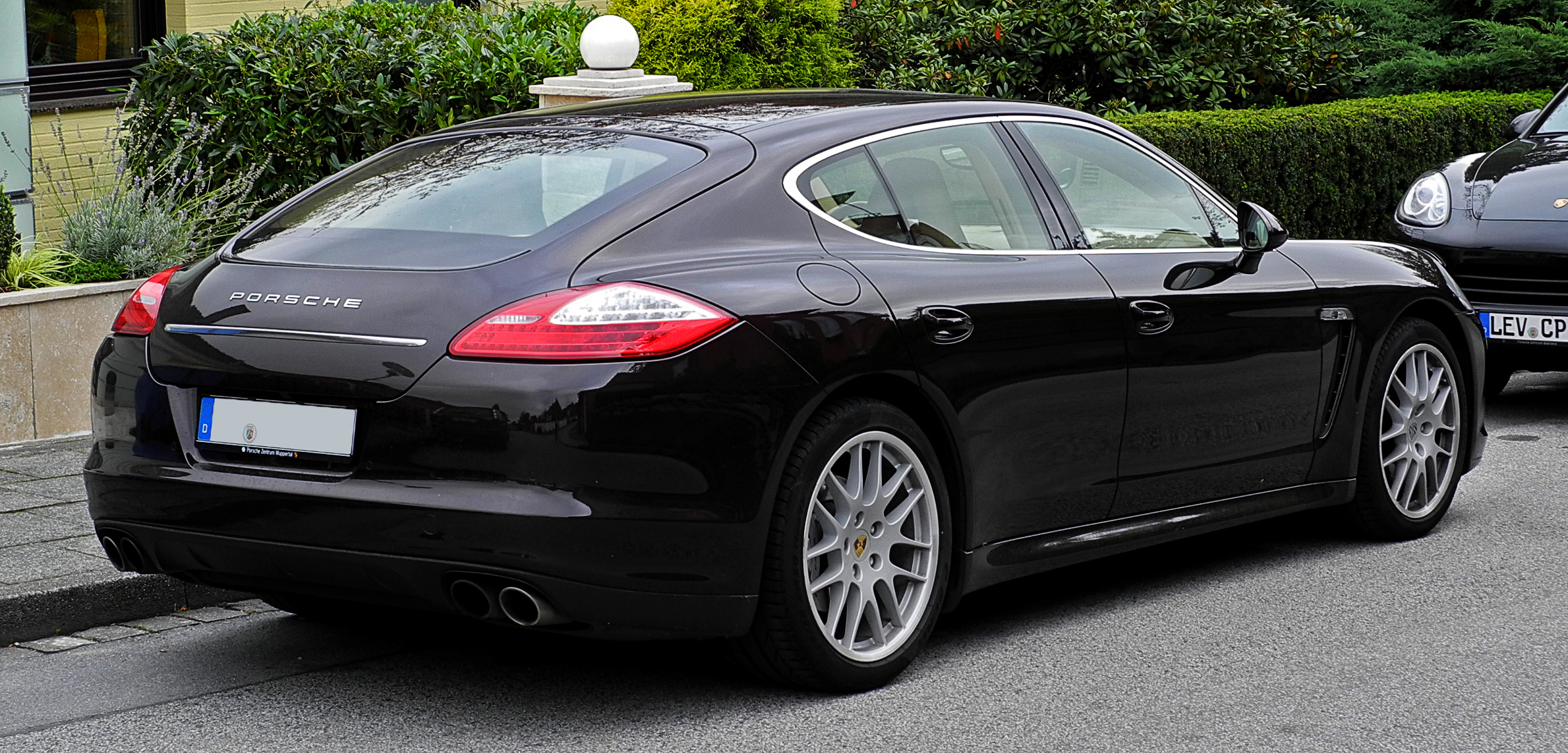
Heckansicht
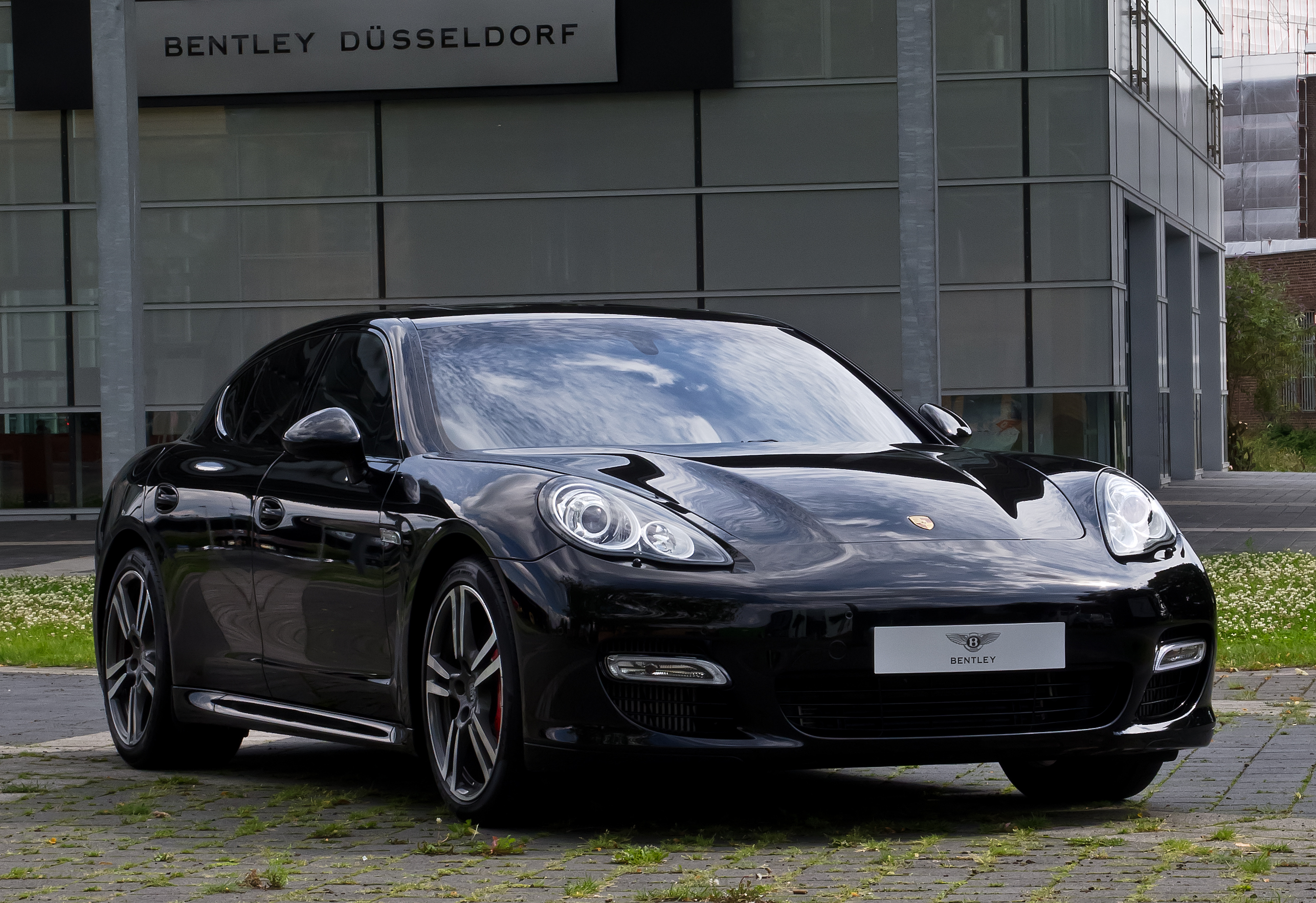
Porsche Panamera Turbo (2009–2013)
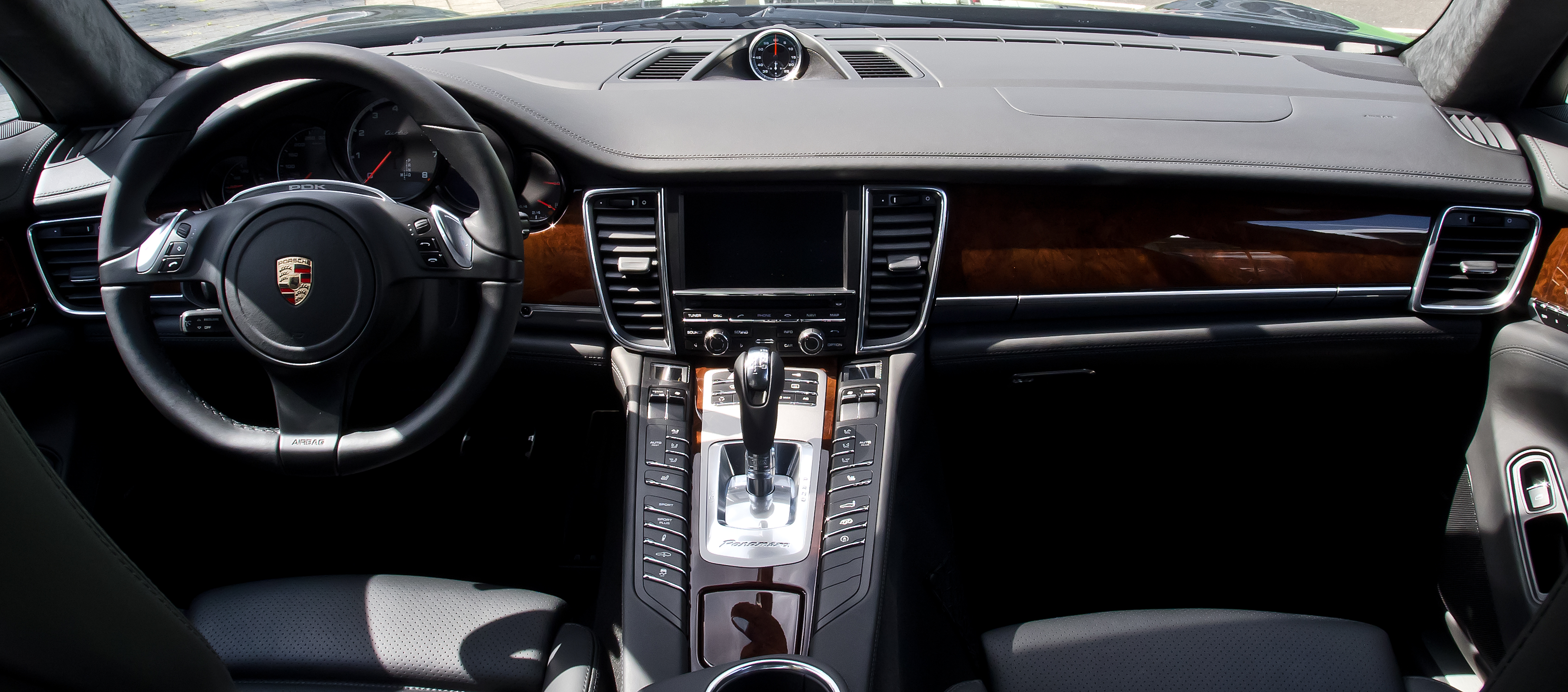
Innenraum
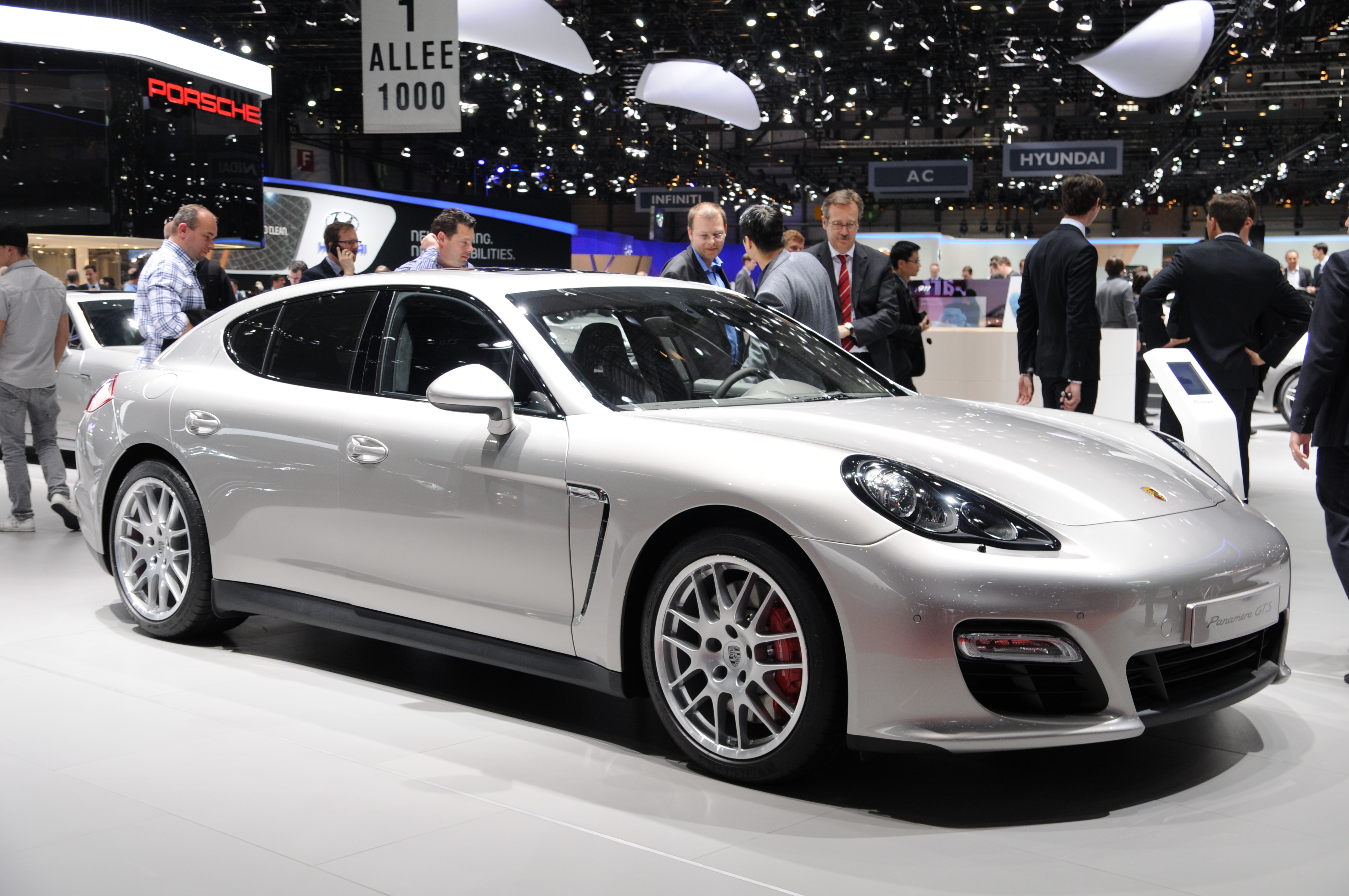
Porsche Panamera GTS (2011–2013)
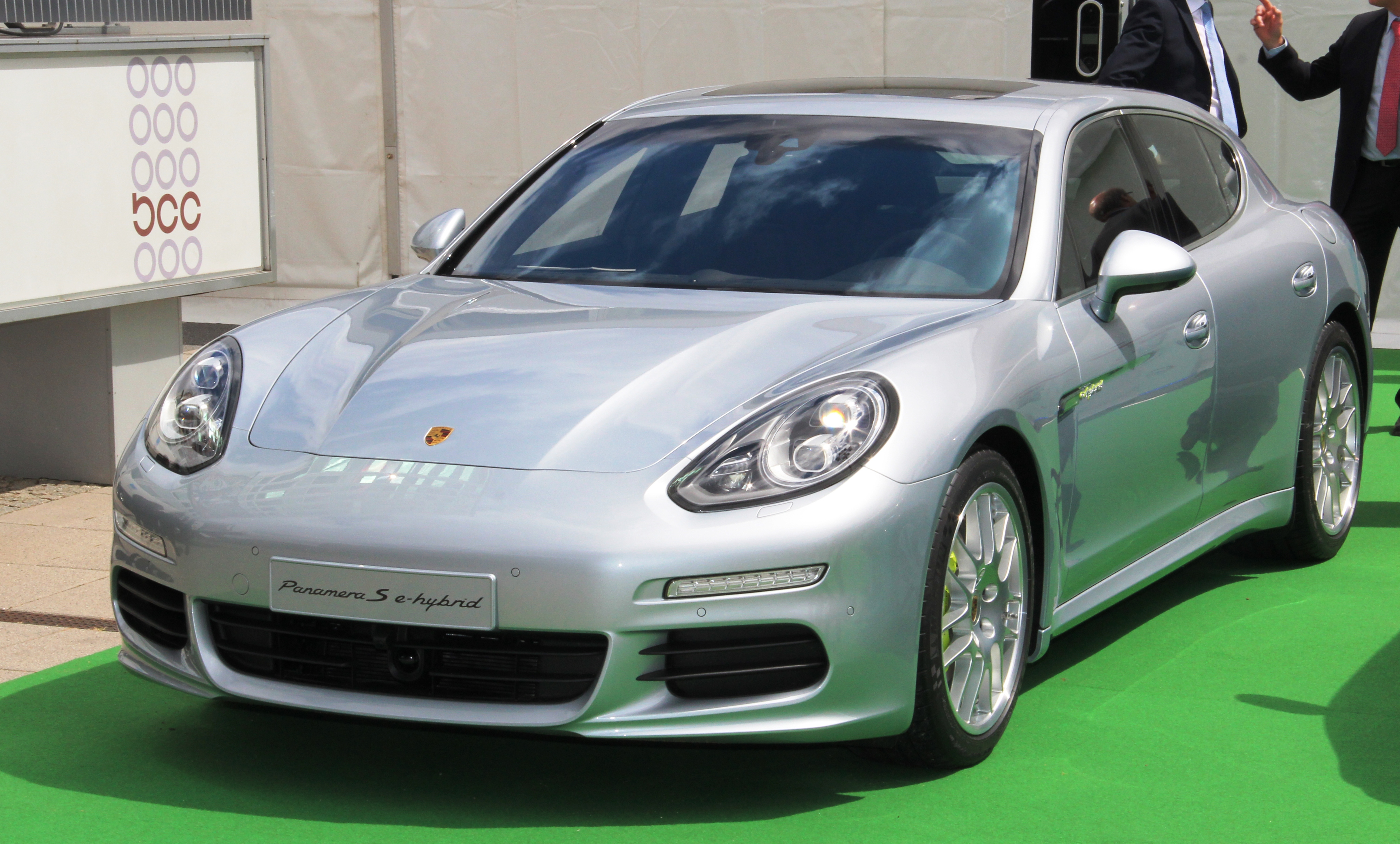
Porsche Panamera S E-Hybrid (2013–2016)

#### Modellpflege
Auf der Auto Shanghai 2013 wurde ein überarbeiteter Panamera vorgestellt, der zwischen Juli 2013 und Mitte 2016 ausgeliefert wurde. Zusammen mit dem Facelift erschien auch eine um 15 Zentimeter verlängerte Variante. Für Kontroversen unter Anhängern der Marke sorgte die Entscheidung, die bisher in den Modellen Panamera S und 4S verwendeten V8-Motoren durch einen doppelt aufgeladenen V6-Motor mit 3,0 Litern Hubraum zu ersetzen, um niedrigere Emissionswerte zu erreichen.

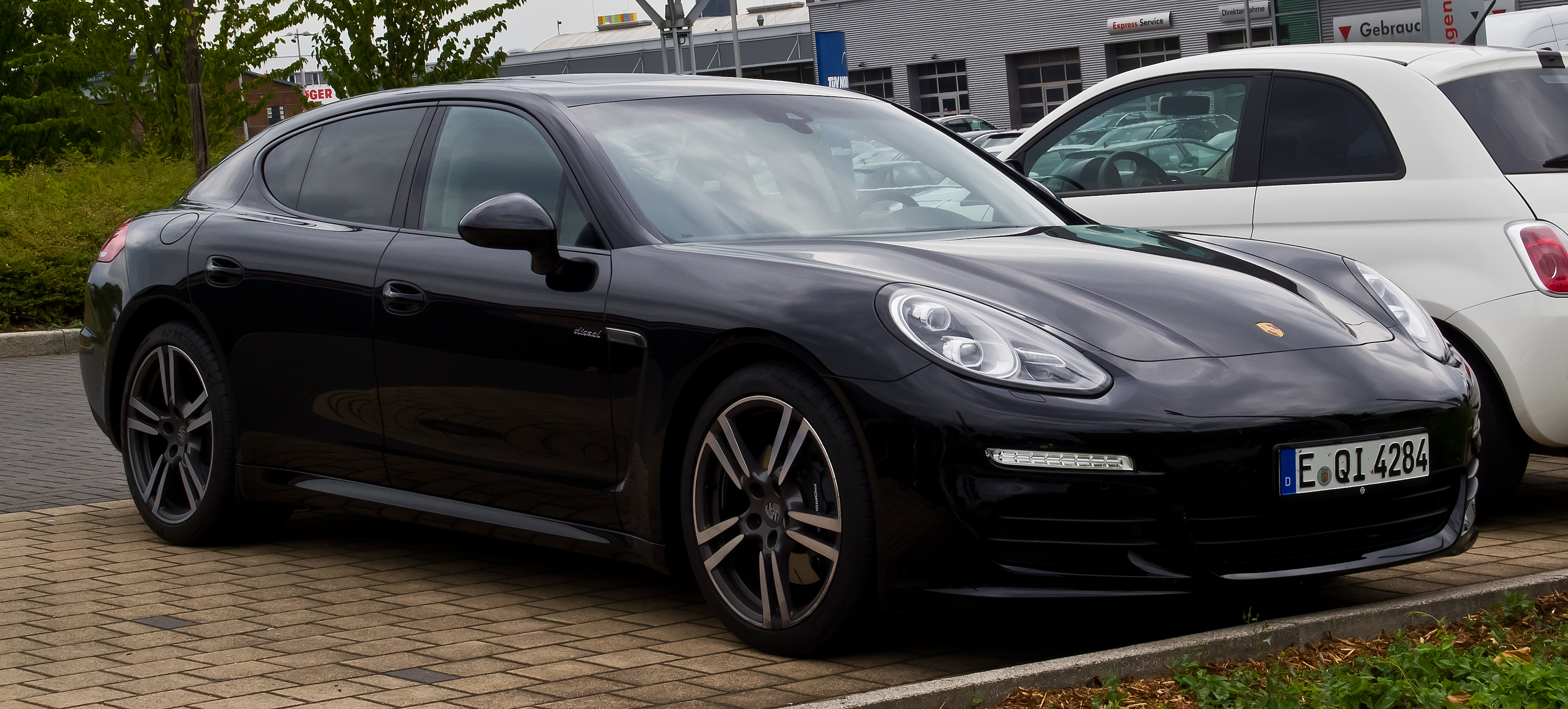
Porsche Panamera (2013–2016)
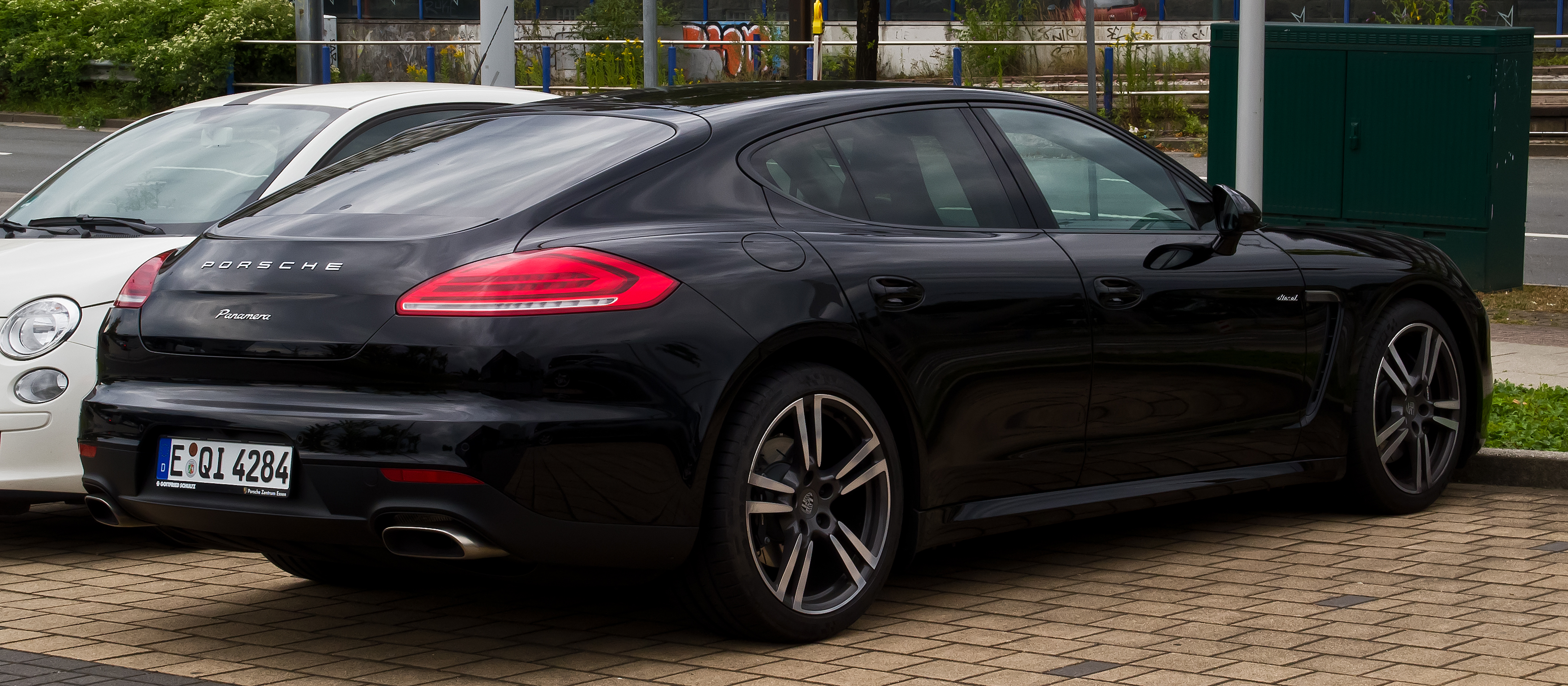
Heckansicht

#### Panamera S E-Hybrid PHEV

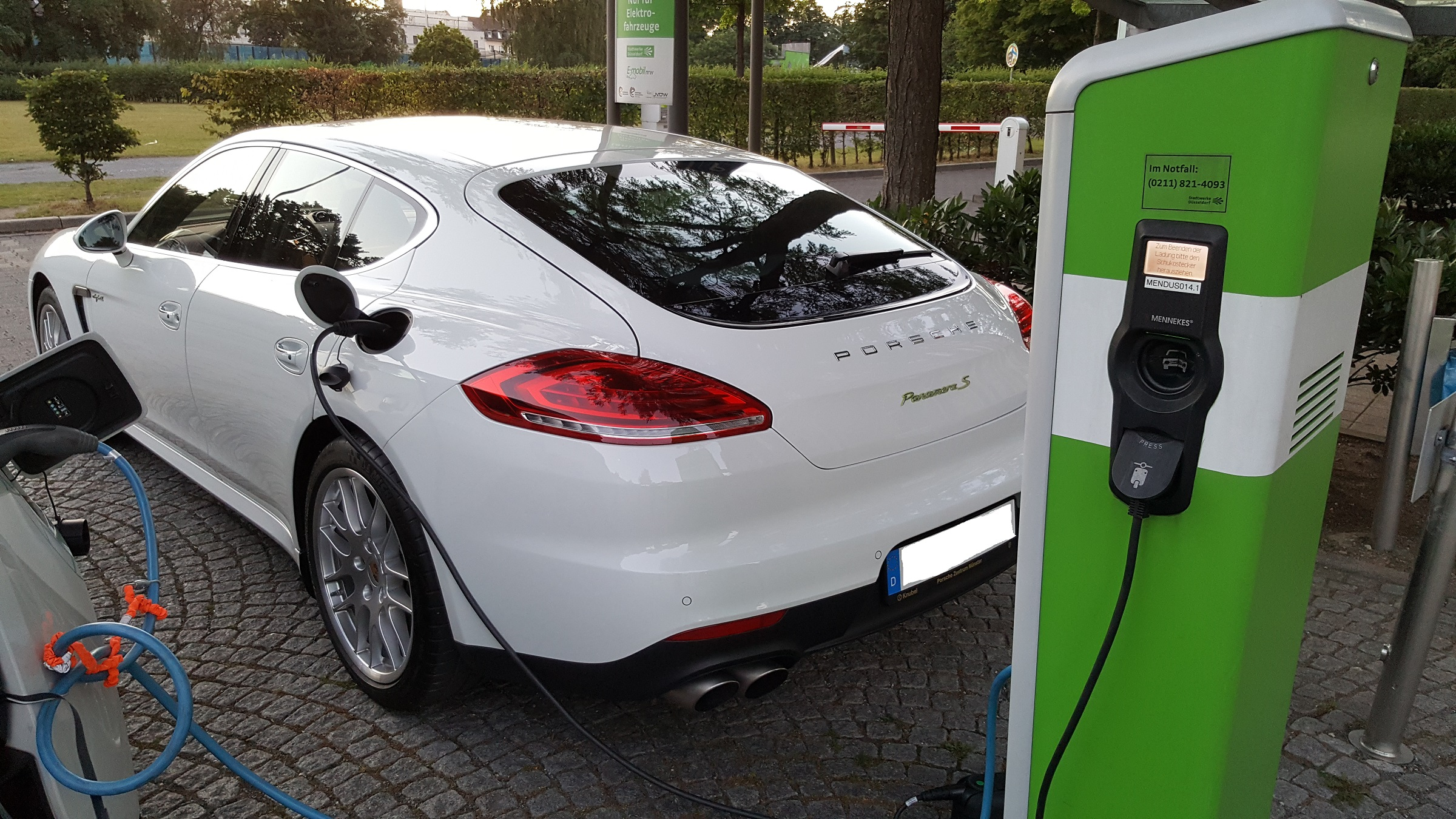
Porsche Panamera (970) S E-Hybrid

Im Rahmen des Panamera-Facelifts 2013 hat Porsche die Einführung eines Plug-in-Hybridmodells, des Panamera S E-Hybrid, angekündigt. Die Plug-in-Version wurde auf der Shanghai Auto Show im April 2013 vorgestellt. Der S E-Hybrid wird von einem 71 kW (95 PS) starken 288-V-Elektromotor und einem 3-Liter-V6-Kompressor-TFSI-Benzinmotor mit einer Gesamtsystemleistung von 310 kW (416 PS) angetrieben. Die Höchstgeschwindigkeit beträgt im vollelektrischen Modus 135 km/h, und die Beschleunigung von 0–100 km/h dauert 5,5 Sekunden. Der elektrische Plug-in-Hybrid hat einen 9,4-kWh-Lithium-Ionen-Akkumulator, der eine Reichweite von mehr als 36 km nach dem neuen europäischen Fahrzyklus (NEFZ) ermöglicht. Der Akku kann in ca. 3¾ Stunden an einer 240 V-Stromquelle vollständig geladen werden. Der Panamera Plug-in-Hybrid verbraucht nach Norm 3,1 l Superbenzin auf 100 km. Dies entspricht einer CO2-Emission von 71 g/km.

### Sonderausstattung
Zur Sonderausstattung gehören ein Siebengang-Doppelkupplungsgetriebe, Start-Stopp-Automatik, Allradantrieb, eine adaptive Luftfederung, Wankstabilisierung Porsche Dynamic Chassis Control (PDCC), Kurvenlicht, eine Bose- oder Burmester-Musikanlage, eine Lederausstattung, ein Alcantara-Dachhimmel, eine Metallic-Lackierung, Keramikbremsen, ein Kühlfach im Fond, beleuchtete Türeinstiegsblenden aus kohlenstofffaserverstärktem Kunststoff und eine elektrisch ausfahrbare Anhängerkupplung. Zudem sind ab dem Facelift auch LED-Scheinwerfer mit Kurvenlichtfunktion gegen Aufpreis lieferbar. Je nach Motorisierung sind einige Ausstattungsmerkmale ohne Mehrpreis erhältlich.

### Sonstiges
Der Kofferraum hat ein Volumen von 445 Litern. Nach Umklappen der Sitze stehen 1250 Liter zur Verfügung.
Die Serienfertigung des Panamera begann am 8. April 2009; Porsche plante beim Produktionsstart eine Jahresproduktion von etwa 20.000 Wagen. Tatsächlich wurden in den ersten zehn Monaten 20.600 Panamera verkauft.
Drei Panamera S E-Hybrid werden in Dubai als Polizeifahrzeug eingesetzt.

#### Außenlackierungen
Unilack ist aufpreisfrei, gegen Mehrpreis gibt es eine Reihe verschiedener Metalliclackierungen.
Serie:
| schwarz (2009–2016) | weiß (2012–2016) |

Metallic:
| basaltschwarz (2009–2016) | carbongrau (2009–2016) | platinsilber (2009–2016) | yachtingblau (2009–2016) | topasbraun (2009–2016) |
| mahagoni (2009–2016)      | rubinrot (2009–2016)   | dunkelblau (2009–2016)   | luxorbeige (2009–2016)   | achatgrau (2009–2016)  |

Metallic-Sonderfarbe:
| kristallgrün (2009–2016) | aquablau (2009–2012) | cognac (2009–2016) | GT-silber (2009–2016) | amethyst (2009–2016) |
| karminrot (2012–2016)    |                      |                    |                       |                      |

Die Lackierung achatgraumetallic war von 2009 bis 2012 ausschließlich beim Panamera Turbo S erhältlich.

### Technische Daten

#### Vor Modellpflege
| Bauzeitraum:                    | 04/2010–06/2013 | 04/2010–06/2013 | 06/2009–06/2013 | 06/2009–06/2013 | 06/2011–04/2013 | 11/2011–06/2013 | 06/2009–06/2013 | 06/2011–06/2013 | 06/2011–06/2013                                                                        |         |         |         |         |         |         |         |         |
| Motortyp:                       | M46.20/40 | M46.20/40 | M48.20/40 | M48.20/40 | MCG.EA | M48.40 | M48.70 | M48.70 | MCR.CC                                                                                 |         |         |         |         |         |         |         |         |
| Motor:                          | Sechszylinder-V-Motor | Sechszylinder-V-Motor | Achtzylinder-V-Motor | Achtzylinder-V-Motor | Sechszylinder-V-Motor mit Kompressor 288V-Elektromotor | Achtzylinder-V-Motor | Achtzylinder-V-Motor je Zylinderbank ein Turbolader mit Ladeluftkühler | Achtzylinder-V-Motor je Zylinderbank ein Turbolader mit Ladeluftkühler | Sechszylinder-V-Motor                                                                  |         |         |         |         |         |         |         |         |
| Hubraum:                        | 3605 cm³ | 3605 cm³ | 4806 cm³ | 4806 cm³ | 2995 cm³ | 4806 cm³ | 4806 cm³ | 4806 cm³ | 2967 cm³                                                                               |         |         |         |         |         |         |         |         |
| Leistung bei 1/min:             | 220 kW (300 PS) 6200 | 220 kW (300 PS) 6200 | 294 kW (400 PS) 6500 | 294 kW (400 PS) 6500 | 279 kW1 (380 PS) 5500 | 316 kW (430 PS) 6700 | 368 kW (500 PS) 6000 | 405 kW (550 PS) 6000 | 184 kW (250 PS) 3800–4000                                                              |         |         |         |         |         |         |         |         |
| Max. Drehmoment bei 1/min:      | 400 Nm 4250 | 400 Nm 4250 | 500 Nm 3500–5000 | 500 Nm 3500–5000 | 580 Nm 1750–5250 | 520 Nm 3500 | 700 Nm 2250–4500 | 750 Nm 2500–4000 | 550 Nm 1750–2750                                                                       |         |         |         |         |         |         |         |         |
| Verdichtung:                    | 12,5 : 1 | 12,5 : 1 | 12,5 : 1 | 12,5 : 1 | 10,5 : 1 | 12,5 : 1 | 10,5 : 1 | 10,5 : 1 | 16,8 : 1                                                                               |         |         |         |         |         |         |         |         |
| Ventilsteuerung:                | VarioCam Plus: kontinuierliche Einlassnockenwellenlageregelung (VarioCam) inkl. Schaltung des Ventilhubs (Plus) | VarioCam Plus: kontinuierliche Einlassnockenwellenlageregelung (VarioCam) inkl. Schaltung des Ventilhubs (Plus) | VarioCam Plus: kontinuierliche Einlassnockenwellenlageregelung (VarioCam) inkl. Schaltung des Ventilhubs (Plus) | VarioCam Plus: kontinuierliche Einlassnockenwellenlageregelung (VarioCam) inkl. Schaltung des Ventilhubs (Plus) | | VarioCam Plus | VarioCam Plus | VarioCam Plus |                                                                                        |         |         |         |         |         |         |         |         |
| Getriebe, serienmäßig:          | 6-Gang-Schaltgetriebe | ZF 7-Gang PDK | 6-Gang-Schaltgetriebe | ZF 7-Gang PDK | 8-Gang Tiptronic S | ZF 7-Gang PDK | ZF 7-Gang PDK | ZF 7-Gang PDK | 8-Gang Tiptronic S                                                                     |         |         |         |         |         |         |         |         |
| Getriebe, optional:             | ZF 7-Gang PDK | — | ZF 7-Gang PDK | — | — | — | — | — | —                                                                                      |         |         |         |         |         |         |         |         |
| Antrieb:                        | Hinterradantrieb | aktiv geregelter Allradantrieb | Hinterradantrieb | aktiv geregelter Allradantrieb | Hinterradantrieb | aktiv geregelter Allradantrieb | aktiv geregelter Allradantrieb | aktiv geregelter Allradantrieb | Hinterradantrieb                                                                       |         |         |         |         |         |         |         |         |
| Bremsen:                        | vorn: 6-Kolben-Aluminium-Monobloc-Festsattelbremsen (Ø 360 mm) hinten: 4-Kolben-Aluminium-Monobloc-Festsattelbremsen (Ø 330 mm) ABS, Scheiben innenbelüftet und genutet, elektrische Parkbremse mit Auto-/Hill-Hold a. W. mit 19-Zoll-Rädern: Scheiben vorn Ø 390 mm, hinten Ø 350 mm oder Porsche Ceramic Composite Brake (PCCB – vo./hi. Ø 390/350 mm) | vorn: 6-Kolben-Aluminium-Monobloc-Festsattelbremsen (Ø 360 mm) hinten: 4-Kolben-Aluminium-Monobloc-Festsattelbremsen (Ø 330 mm) ABS, Scheiben innenbelüftet und genutet, elektrische Parkbremse mit Auto-/Hill-Hold a. W. mit 19-Zoll-Rädern: Scheiben vorn Ø 390 mm, hinten Ø 350 mm oder Porsche Ceramic Composite Brake (PCCB – vo./hi. Ø 390/350 mm) | vorn: 6-Kolben-Aluminium-Monobloc-Festsattelbremsen (Ø 360 mm) hinten: 4-Kolben-Aluminium-Monobloc-Festsattelbremsen (Ø 330 mm) ABS, Scheiben innenbelüftet und genutet, elektrische Parkbremse mit Auto-/Hill-Hold a. W. mit 19-Zoll-Rädern: Scheiben vorn Ø 390 mm, hinten Ø 350 mm oder Porsche Ceramic Composite Brake (PCCB – vo./hi. Ø 390/350 mm) | vorn: 6-Kolben-Aluminium-Monobloc-Festsattelbremsen (Ø 360 mm) hinten: 4-Kolben-Aluminium-Monobloc-Festsattelbremsen (Ø 330 mm) ABS, Scheiben innenbelüftet und genutet, elektrische Parkbremse mit Auto-/Hill-Hold a. W. mit 19-Zoll-Rädern: Scheiben vorn Ø 390 mm, hinten Ø 350 mm oder Porsche Ceramic Composite Brake (PCCB – vo./hi. Ø 390/350 mm) | vorn: 6-Kolben-Aluminium-Monobloc-Festsattelbremsen (Ø 360 mm) hinten: 4-Kolben-Aluminium-Monobloc-Festsattelbremsen (Ø 330 mm) ABS, Scheiben innenbelüftet und genutet, elektrische Parkbremse mit Auto-/Hill-Hold a. W. mit 19-Zoll-Rädern: Scheiben vorn Ø 390 mm, hinten Ø 350 mm oder Porsche Ceramic Composite Brake (PCCB – vo./hi. Ø 390/350 mm) | vorn: 6-Kolben-Aluminium-Monobloc-Festsattelbremsen (Ø 390 mm) hinten: 4-Kolben-Aluminium-Monobloc-Festsattelbremsen (Ø 350 mm) ABS, Scheiben innenbelüftet und genutet, elektrische Parkbremse mit Auto-/Hill-Hold a. W. bei Turbo und Turbo S mit 20"-Felgen auch als PCCB vo./hi. Ø 410/350 mm | vorn: 6-Kolben-Aluminium-Monobloc-Festsattelbremsen (Ø 390 mm) hinten: 4-Kolben-Aluminium-Monobloc-Festsattelbremsen (Ø 350 mm) ABS, Scheiben innenbelüftet und genutet, elektrische Parkbremse mit Auto-/Hill-Hold a. W. bei Turbo und Turbo S mit 20"-Felgen auch als PCCB vo./hi. Ø 410/350 mm | vorn: 6-Kolben-Aluminium-Monobloc-Festsattelbremsen (Ø 390 mm) hinten: 4-Kolben-Aluminium-Monobloc-Festsattelbremsen (Ø 350 mm) ABS, Scheiben innenbelüftet und genutet, elektrische Parkbremse mit Auto-/Hill-Hold a. W. bei Turbo und Turbo S mit 20"-Felgen auch als PCCB vo./hi. Ø 410/350 mm | wie Panamera/Panamera 4                                                                |         |         |         |         |         |         |         |         |
| Radaufhängung                   | vorn: Groß-Basis-Doppelquerlenkerachse (Aluminium) hinten: Mehrlenkerachse (Aluminium) | vorn: Groß-Basis-Doppelquerlenkerachse (Aluminium) hinten: Mehrlenkerachse (Aluminium) | vorn: Groß-Basis-Doppelquerlenkerachse (Aluminium) hinten: Mehrlenkerachse (Aluminium) | vorn: Groß-Basis-Doppelquerlenkerachse (Aluminium) hinten: Mehrlenkerachse (Aluminium) | vorn: Groß-Basis-Doppelquerlenkerachse (Aluminium) hinten: Mehrlenkerachse (Aluminium) | vorn: Groß-Basis-Doppelquerlenkerachse (Aluminium) hinten: Mehrlenkerachse (Aluminium) | vorn: Groß-Basis-Doppelquerlenkerachse (Aluminium) hinten: Mehrlenkerachse (Aluminium) | vorn: Groß-Basis-Doppelquerlenkerachse (Aluminium) hinten: Mehrlenkerachse (Aluminium) | vorn: Groß-Basis-Doppelquerlenkerachse (Aluminium) hinten: Mehrlenkerachse (Aluminium) |         |         |         |         |         |         |         |         |
| Karosserie:                     | selbsttragende Leichtbaukarosserie in Stahl-Aluminium-Magnesium-Mischbauweise | selbsttragende Leichtbaukarosserie in Stahl-Aluminium-Magnesium-Mischbauweise | selbsttragende Leichtbaukarosserie in Stahl-Aluminium-Magnesium-Mischbauweise | selbsttragende Leichtbaukarosserie in Stahl-Aluminium-Magnesium-Mischbauweise | selbsttragende Leichtbaukarosserie in Stahl-Aluminium-Magnesium-Mischbauweise | selbsttragende Leichtbaukarosserie in Stahl-Aluminium-Magnesium-Mischbauweise | selbsttragende Leichtbaukarosserie in Stahl-Aluminium-Magnesium-Mischbauweise | selbsttragende Leichtbaukarosserie in Stahl-Aluminium-Magnesium-Mischbauweise | selbsttragende Leichtbaukarosserie in Stahl-Aluminium-Magnesium-Mischbauweise          |         |         |         |         |         |         |         |         |
| Tankinhalt serienmäßig:         | 80 l | 80 l | 80 l | 100 l | 80 l | 100 l | 100 l | 100 l | 80 l                                                                                   |         |         |         |         |         |         |         |         |
| Tankinhalt optional:            | 100 l | 100 l | — | — | — | — | — | — | —                                                                                      |         |         |         |         |         |         |         |         |
| Radstand:                       | 2930 mm | 2930 mm | 2930 mm | 2930 mm | 2930 mm | 2930 mm | 2930 mm | 2930 mm | 2930 mm                                                                                | 2930 mm | 2930 mm | 2930 mm | 2930 mm | 2930 mm | 2930 mm | 2930 mm | 2930 mm |
| Reifen/Felgen Vorderachse:      | 245/50 ZR18 auf 8J×18 | 245/50 ZR18 auf 8J×18 | 245/50 ZR18 auf 8J×18 | 245/50 ZR18 auf 8J×18 | 245/50 ZR18 auf 8J×18 | 255/45 ZR19 auf 9J×19 | 255/45 ZR19 auf 9J×19 | 255/45 ZR19 auf 9J×19 | 245/50 ZR18 auf 8J×18                                                                  |         |         |         |         |         |         |         |         |
| Reifen/Felgen Hinterachse:      | 275/45 ZR18 auf 9J×18 | 275/45 ZR18 auf 9J×18 | 275/45 ZR18 auf 9J×18 | 275/45 ZR18 auf 9J×18 | 275/45 ZR18 auf 9J×18 | 285/40 ZR19 auf 10J×19 | 285/40 ZR19 auf 10J×19 | 285/40 ZR19 auf 10J×19 | 275/45 ZR18 auf 9J×18                                                                  |         |         |         |         |         |         |         |         |
| Maße L × B × H:                 | 4970 × 1931 × 1418 mm | 4970 × 1931 × 1418 mm | 4970 × 1931 × 1418 mm | 4970 × 1931 × 1418 mm | 4970 × 1931 × 1418 mm | 4970 × 1931 × 1408 mm | 4970 × 1931 × 1418 mm | 4970 × 1931 × 1418 mm | 4970 × 1931 × 1418 mm                                                                  |         |         |         |         |         |         |         |         |
| Leergewicht:                    | 1730 kg (1760 kg) | 1820 kg | 1770 kg (1800 kg) | 1860 kg | 2055 kg | 1995 kg | 1970 kg | 1995 kg | 1880 kg                                                                                |         |         |         |         |         |         |         |         |
| Höchstgeschwindigkeit:          | 261 km/h (259 km/h) | 257 km/h | 285 km/h (283 km/h) | 282 km/h | 270 km/h | 288 km/h | 303 km/h | 306 km/h | 242 km/h                                                                               |         |         |         |         |         |         |         |         |
| Beschleunigung, 0–100 km/h:     | 6,8 s (6,3 s) | 6,1 s | 5,6 s (5,4 s) | 5,0 s | 6,0 s | 4,5 s | 4,2 s (4,0 s mit Sport Chrono Paket) | 3,8 s | 6,8 s                                                                                  |         |         |         |         |         |         |         |         |
| Kraftstoffverbrauch auf 100 km: | 11,3 l (9,3 l) | 9,6 l | 12,5 l (10,8 l) | 11,1 l | 7,1 l | 10,9 l (10,7 l*) | 12,2 l | 11,5 l | 6,5 l                                                                                  |         |         |         |         |         |         |         |         |

1Systemleistung, Verbrennungsmotor: 245 kW (333 PS) / Elektromotor: 33 kW (47 PS)
- Werte in Klammern gelten für Fahrzeuge mit Porsche Doppelkupplungsgetriebe (PDK)
- Der Wert in Klammern mit * gilt in Verbindung mit rollwiderstandsoptimierten 19-Zoll-Ganzjahresreifen

#### Nach Modellpflege
|                                 | Panamera | Panamera 4 | Panamera S | Panamera 4S | Panamera 4S Executive | Panamera S E-Hybrid | Panamera GTS | Panamera Turbo | Panamera Turbo Executive | Panamera Turbo S | Panamera Turbo S Executive | Panamera Diesel |
| ------------------------------- | --- | --- | --- | --- | --- | --- | --- | --- | --- | --- | --- | --- |
| Bauzeitraum:                    | 07/2013–10/2016 | 07/2013–10/2016 | 07/2013–10/2016 | 07/2013–10/2016 | 07/2013–10/2016 | 07/2013–10/2016 | 07/2013–10/2016 | 07/2013–10/2016 | 07/2013–10/2016 | 07/2013–10/2016 | 07/2013–10/2016 | 07/2013–08/2015 |
| Motor:                          | Sechszylinder-V-Motor | Sechszylinder-V-Motor | Sechszylinder-V-Motor je Zylinderbank ein Turbolader mit Ladeluftkühler | Sechszylinder-V-Motor je Zylinderbank ein Turbolader mit Ladeluftkühler | Sechszylinder-V-Motor je Zylinderbank ein Turbolader mit Ladeluftkühler | Sechszylinder-V-Motor mit Kompressor 288V-Elektromotor | Achtzylinder-V-Motor | Achtzylinder-V-Motor je Zylinderbank ein Turbolader mit Ladeluftkühler | Achtzylinder-V-Motor je Zylinderbank ein Turbolader mit Ladeluftkühler | Achtzylinder-V-Motor je Zylinderbank ein Turbolader mit Ladeluftkühler | Achtzylinder-V-Motor je Zylinderbank ein Turbolader mit Ladeluftkühler | Sechszylinder-V-Motor                                                                                                |
| Hubraum:                        | 3605 cm³ | 3605 cm³ | 2997 cm³ | 2997 cm³ | 2997 cm³ | 2995 cm³ | 4806 cm³ | 4806 cm³ | 4806 cm³ | 4806 cm³ | 4806 cm³ | 2967 cm³ |
| Leistung bei 1/min:             | 228 kW (310 PS) 6200 | 228 kW (310 PS) 6200 | 309 kW (420 PS) 6000 | 309 kW (420 PS) 6000 | 309 kW (420 PS) 6000 | 306 kW1 (416 PS) 5500 | 324 kW (440 PS) 6700 | 382 kW (520 PS) 6000 | 382 kW (520 PS) 6000 | 419 kW (570 PS) 6000 | 419 kW (570 PS) 6000 | 221 kW (300 PS) 3800–4000                                                                                            |
| Max. Drehmom. bei 1/min:        | 400 Nm 3750 | 400 Nm 3750 | 520 Nm 1750–5000 | 520 Nm 1750–5000 | 520 Nm 1750–5000 | 590 Nm 1750–5250 | 520 Nm 3500 | 700–770 Nm 2250–4500 | 700–770 Nm 2250–4500 | 750–800 Nm 2250–5000 | 750–800 Nm 2250–5000 | 650 Nm 1750–2750 |
| Verdichtung:                    | 12,5 : 1 | 12,5 : 1 | 9,8 : 1 | 9,8 : 1 | 9,8 : 1 | 10,5 : 1 | 12,5 : 1 | 10,5 : 1 | 10,5 : 1 | 10,5 : 1 | 10,5 : 1 | 16,8 : 1 |
| Ventilsteuerung:                | VarioCam Plus: kontinuierliche Einlassnockenwellenlageregelung (VarioCam) inkl. Schaltung des Ventilhubs (Plus) | VarioCam Plus: kontinuierliche Einlassnockenwellenlageregelung (VarioCam) inkl. Schaltung des Ventilhubs (Plus) | VarioCam Plus: kontinuierliche Einlassnockenwellenlageregelung (VarioCam) inkl. Schaltung des Ventilhubs (Plus) | VarioCam Plus: kontinuierliche Einlassnockenwellenlageregelung (VarioCam) inkl. Schaltung des Ventilhubs (Plus) | VarioCam Plus: kontinuierliche Einlassnockenwellenlageregelung (VarioCam) inkl. Schaltung des Ventilhubs (Plus) | | VarioCam Plus | VarioCam Plus | VarioCam Plus | VarioCam Plus | VarioCam Plus | |
| Getriebe                        | ZF 7-Gang PDK | ZF 7-Gang PDK | ZF 7-Gang PDK | ZF 7-Gang PDK | ZF 7-Gang PDK | 8-Gang Tiptronic S | ZF 7-Gang PDK | ZF 7-Gang PDK | ZF 7-Gang PDK | ZF 7-Gang PDK | ZF 7-Gang PDK | 8-Gang Tiptronic S                                                                                                   |
| Antrieb:                        | Hinterradantrieb | aktiv geregelter Allradantrieb | Hinterradantrieb | aktiv geregelter Allradantrieb | aktiv geregelter Allradantrieb | Hinterradantrieb | aktiv geregelter Allradantrieb | aktiv geregelter Allradantrieb | aktiv geregelter Allradantrieb | aktiv geregelter Allradantrieb | aktiv geregelter Allradantrieb | Hinterradantrieb |
| Bremsen:                        | vorn: 6-Kolben-Aluminium-Monobloc-Festsattelbremsen (Ø 360 mm) hinten: 4-Kolben-Aluminium-Monobloc-Festsattelbremsen (Ø 330 mm) ABS, Scheiben innenbelüftet und genutet, elektrische Parkbremse mit Auto-/Hill-Hold a. W. mit 19-Zoll-Rädern: Scheiben vorn Ø 390 mm, hinten Ø 350 mm oder Porsche Ceramic Composite Brake (PCCB – vo./hi. Ø 390/350 mm) | vorn: 6-Kolben-Aluminium-Monobloc-Festsattelbremsen (Ø 360 mm) hinten: 4-Kolben-Aluminium-Monobloc-Festsattelbremsen (Ø 330 mm) ABS, Scheiben innenbelüftet und genutet, elektrische Parkbremse mit Auto-/Hill-Hold a. W. mit 19-Zoll-Rädern: Scheiben vorn Ø 390 mm, hinten Ø 350 mm oder Porsche Ceramic Composite Brake (PCCB – vo./hi. Ø 390/350 mm) | vorn: 6-Kolben-Aluminium-Monobloc-Festsattelbremsen (Ø 360 mm) hinten: 4-Kolben-Aluminium-Monobloc-Festsattelbremsen (Ø 330 mm) ABS, Scheiben innenbelüftet und genutet, elektrische Parkbremse mit Auto-/Hill-Hold a. W. mit 19-Zoll-Rädern: Scheiben vorn Ø 390 mm, hinten Ø 350 mm oder Porsche Ceramic Composite Brake (PCCB – vo./hi. Ø 390/350 mm) | vorn: 6-Kolben-Aluminium-Monobloc-Festsattelbremsen (Ø 360 mm) hinten: 4-Kolben-Aluminium-Monobloc-Festsattelbremsen (Ø 330 mm) ABS, Scheiben innenbelüftet und genutet, elektrische Parkbremse mit Auto-/Hill-Hold a. W. mit 19-Zoll-Rädern: Scheiben vorn Ø 390 mm, hinten Ø 350 mm oder Porsche Ceramic Composite Brake (PCCB – vo./hi. Ø 390/350 mm) | vorn: 6-Kolben-Aluminium-Monobloc-Festsattelbremsen (Ø 360 mm) hinten: 4-Kolben-Aluminium-Monobloc-Festsattelbremsen (Ø 330 mm) ABS, Scheiben innenbelüftet und genutet, elektrische Parkbremse mit Auto-/Hill-Hold a. W. mit 19-Zoll-Rädern: Scheiben vorn Ø 390 mm, hinten Ø 350 mm oder Porsche Ceramic Composite Brake (PCCB – vo./hi. Ø 390/350 mm) | vorn: 6-Kolben-Aluminium-Monobloc-Festsattelbremsen (Ø 360 mm) hinten: 4-Kolben-Aluminium-Monobloc-Festsattelbremsen (Ø 330 mm) ABS, Scheiben innenbelüftet und genutet, elektrische Parkbremse mit Auto-/Hill-Hold a. W. mit 19-Zoll-Rädern: Scheiben vorn Ø 390 mm, hinten Ø 350 mm oder Porsche Ceramic Composite Brake (PCCB – vo./hi. Ø 390/350 mm) | vorn: 6-Kolben-Aluminium-Monobloc-Festsattelbremsen (Ø 390 mm) hinten: 4-Kolben-Aluminium-Monobloc-Festsattelbremsen (Ø 350 mm) ABS, Scheiben innenbelüftet und genutet, elektrische Parkbremse mit Auto-/Hill-Hold a. W. bei Turbo und Turbo S mit 20"-Felgen auch als PCCB vo./hi. Ø 410/350 mm | vorn: 6-Kolben-Aluminium-Monobloc-Festsattelbremsen (Ø 390 mm) hinten: 4-Kolben-Aluminium-Monobloc-Festsattelbremsen (Ø 350 mm) ABS, Scheiben innenbelüftet und genutet, elektrische Parkbremse mit Auto-/Hill-Hold a. W. bei Turbo und Turbo S mit 20"-Felgen auch als PCCB vo./hi. Ø 410/350 mm | vorn: 6-Kolben-Aluminium-Monobloc-Festsattelbremsen (Ø 390 mm) hinten: 4-Kolben-Aluminium-Monobloc-Festsattelbremsen (Ø 350 mm) ABS, Scheiben innenbelüftet und genutet, elektrische Parkbremse mit Auto-/Hill-Hold a. W. bei Turbo und Turbo S mit 20"-Felgen auch als PCCB vo./hi. Ø 410/350 mm | vorn: 6-Kolben-Aluminium-Monobloc-Festsattelbremsen (Ø 390 mm) hinten: 4-Kolben-Aluminium-Monobloc-Festsattelbremsen (Ø 350 mm) ABS, Scheiben innenbelüftet und genutet, elektrische Parkbremse mit Auto-/Hill-Hold a. W. bei Turbo und Turbo S mit 20"-Felgen auch als PCCB vo./hi. Ø 410/350 mm | vorn: 6-Kolben-Aluminium-Monobloc-Festsattelbremsen (Ø 390 mm) hinten: 4-Kolben-Aluminium-Monobloc-Festsattelbremsen (Ø 350 mm) ABS, Scheiben innenbelüftet und genutet, elektrische Parkbremse mit Auto-/Hill-Hold a. W. bei Turbo und Turbo S mit 20"-Felgen auch als PCCB vo./hi. Ø 410/350 mm | wie Panamera/Panamera 4                                                                                              |
| Radaufhängung                   | vorn: Groß-Basis-Doppelquerlenkerachse (Aluminium) hinten: Mehrlenkerachse (Aluminium), Hinterachslenkung (optional) | vorn: Groß-Basis-Doppelquerlenkerachse (Aluminium) hinten: Mehrlenkerachse (Aluminium), Hinterachslenkung (optional) | vorn: Groß-Basis-Doppelquerlenkerachse (Aluminium) hinten: Mehrlenkerachse (Aluminium), Hinterachslenkung (optional) | vorn: Groß-Basis-Doppelquerlenkerachse (Aluminium) hinten: Mehrlenkerachse (Aluminium), Hinterachslenkung (optional) | vorn: Groß-Basis-Doppelquerlenkerachse (Aluminium) hinten: Mehrlenkerachse (Aluminium), Hinterachslenkung (optional) | vorn: Groß-Basis-Doppelquerlenkerachse (Aluminium) hinten: Mehrlenkerachse (Aluminium), Hinterachslenkung (optional) | vorn: Groß-Basis-Doppelquerlenkerachse (Aluminium) hinten: Mehrlenkerachse (Aluminium), Hinterachslenkung (optional) | vorn: Groß-Basis-Doppelquerlenkerachse (Aluminium) hinten: Mehrlenkerachse (Aluminium), Hinterachslenkung (optional) | vorn: Groß-Basis-Doppelquerlenkerachse (Aluminium) hinten: Mehrlenkerachse (Aluminium), Hinterachslenkung (optional) | vorn: Groß-Basis-Doppelquerlenkerachse (Aluminium) hinten: Mehrlenkerachse (Aluminium), Hinterachslenkung (optional) | vorn: Groß-Basis-Doppelquerlenkerachse (Aluminium) hinten: Mehrlenkerachse (Aluminium), Hinterachslenkung (optional) | vorn: Groß-Basis-Doppelquerlenkerachse (Aluminium) hinten: Mehrlenkerachse (Aluminium), Hinterachslenkung (optional) |
| Karosserie:                     | selbsttragende Leichtbaukarosserie in Stahl-Aluminium-Magnesium-Mischbauweise | selbsttragende Leichtbaukarosserie in Stahl-Aluminium-Magnesium-Mischbauweise | selbsttragende Leichtbaukarosserie in Stahl-Aluminium-Magnesium-Mischbauweise | selbsttragende Leichtbaukarosserie in Stahl-Aluminium-Magnesium-Mischbauweise | selbsttragende Leichtbaukarosserie in Stahl-Aluminium-Magnesium-Mischbauweise | selbsttragende Leichtbaukarosserie in Stahl-Aluminium-Magnesium-Mischbauweise | selbsttragende Leichtbaukarosserie in Stahl-Aluminium-Magnesium-Mischbauweise | selbsttragende Leichtbaukarosserie in Stahl-Aluminium-Magnesium-Mischbauweise | selbsttragende Leichtbaukarosserie in Stahl-Aluminium-Magnesium-Mischbauweise | selbsttragende Leichtbaukarosserie in Stahl-Aluminium-Magnesium-Mischbauweise | selbsttragende Leichtbaukarosserie in Stahl-Aluminium-Magnesium-Mischbauweise | selbsttragende Leichtbaukarosserie in Stahl-Aluminium-Magnesium-Mischbauweise                                        |
| Tankinhalt serienmäßig:         | 80 l | 80 l | 80 l | 100 l | 100 l | 80 l | 100 l | 100 l | 100 l | 100 l | 100 l | 80 l |
| Tankinhalt optional:            | - | - | 100 l | - | - | - | - | - | - | - | - | - |
| Radstand:                       | 2920 mm | 2920 mm | 2920 mm | 2920 mm | 3070 mm | 2920 mm | 2920 mm | 2920 mm | 3070 mm | 2920 mm | 3070 mm | 2920 mm |
| Reifen/Felgen Vorderachse:      | 245/50 ZR18 auf 8J×18 | 245/50 ZR18 auf 8J×18 | 245/50 ZR18 auf 8J×18 | 245/50 ZR18 auf 8J×18 | 255/50 ZR19 auf 9J×19 | 245/50 ZR18 auf 8J×18 | 255/45 ZR19 auf 9J×19 | 255/45 ZR19 auf 9J×19 | 255/45 ZR19 auf 9J×19 | 255/45 ZR19 auf 9J×19 | 255/45 ZR19 auf 9J×19 | 245/50 ZR18 auf 8J×18                                                                                                |
| Reifen/Felgen Hinterachse:      | 275/45 ZR18 auf 9J×18 | 275/45 ZR18 auf 9J×18 | 275/45 ZR18 auf 9J×18 | 275/45 ZR18 auf 9J×18 | 285/40 ZR19 auf 10J×19 | 275/45 ZR18 auf 9J×18 | 285/40 ZR19 auf 10J×19 | 285/40 ZR19 auf 10J×19 | 285/40 ZR19 auf 10J×19 | 285/40 ZR19 auf 10J×19 | 285/40 ZR19 auf 10J×19 | 275/45 ZR18 auf 9J×18                                                                                                |
| Maße L × B × H:                 | 5015 × 1931 × 1418 mm | 5015 × 1931 × 1418 mm | 5015 × 1931 × 1418 mm | 5015 × 1931 × 1418 mm | 5165 × 1931 × 1418 mm | 5015 × 1931 × 1418 mm | 5015 × 1931 × 1418 mm | 5015 × 1931 × 1418 mm | 5165 × 1931 × 1418 mm | 5015 × 1931 × 1418 mm | 5165 × 1931 × 1418 mm | 5015 × 1931 × 1418 mm                                                                                                |
| Leergewicht:                    | 1770 kg | 1820 kg | 1810 kg | 1870 kg | 2000 kg | 2055 kg | 1925 kg | 1970 kg | 2070 kg | 1995 kg | 2080 kg | 1900 kg |
| Höchstge- schwindigkeit:        | 259 km/h | 257 km/h | 287 km/h | 286 km/h | 286 km/h | 270 km/h | 288 km/h | 305 km/h | 305 km/h | 310 km/h | 310 km/h | 259 km/h |
| Beschleunigung, 0–100 km/h:     | 6,3 s (6,0 s mit Sport Chrono Paket) | 6,1 s (5,8 s mit Sport Chrono Paket) | 5,1 s (4,8 s mit Sport Chrono Paket) | 4,8 s (4,5 s mit Sport Chrono Paket) | 5,0 s (4,7 s mit Sport Chrono Paket) | 5,5 s | 4,4 s mit Sport Chrono Paket | 4,1 s (3,9 s mit Sport Chrono Paket) | 4,2 s (4,0 s mit Sport Chrono Paket) | 3,8 s | 3,9 s | 6,0 s |
| Kraftstoffverbrauch auf 100 km: | 8,5 l | 8,8 l | 8,9 l | 9,1 l | 9,2 l | 3,1 l | 10,3 l | 10,4 l | 10,5 l | 10,4 l | 10,5 l | 6,4 l |

1Systemleistung, Verbrennungsmotor: 245 kW (333 PS) / Elektromotor: 70 kW (95 PS)

## Produktionszahlen Panamera
Gesamtproduktion Fahrzeuge von 2009 bis 2016
| Jahr | 2009 | 2010 | 2011 | 2012  | 2013   | 2014   | 2015   | 2016   | Summe |
| ---- | ---- | ---- | ---- | ----- | ------ | ------ | ------ | ------ | ----- |
|      |      |      |      | 8.772 | 24.798 | 22.383 | 15.055 | 14.218 |       |

## 2. Generation (2016–2023)
Die zweite Generation des Panamera ist das erste Fahrzeug auf dem neuen, von Porsche entwickelten MSB (Modularer Standardantriebsbaukasten) des Volkswagen-Konzerns. Porsche stellte ihn am 28. Juni 2016 im Motorwerk in Berlin der Öffentlichkeit vor. Die Produktion erfolgte nun zusammen mit dem Macan komplett in Leipzig. Hierfür wurde ein neues Karosseriewerk gebaut. Ab November 2016 stand der neue Panamera zu Preisen ab 107.553 € bei den Händlern. Zunächst wurde die zweite Generation mit zwei Ottomotoren und einem Vierliter-V8-Dieselmotor, der ähnlich auch im Audi SQ7 zum Einsatz kommt, und Allradantrieb angeboten. Alle drei Motoren werden doppelt aufgeladen. Auf der LA Auto Show im November 2016 präsentierte Porsche die Langversion Executive der zweiten Generation. Wie beim Vorgängermodell ist diese um 15 Zentimeter länger. Zudem wurde eine neue Basisversion vorgestellt. Diese wird von einem Dreiliter-V6-Ottomotor angetrieben und war auch mit Hinterradantrieb erhältlich.

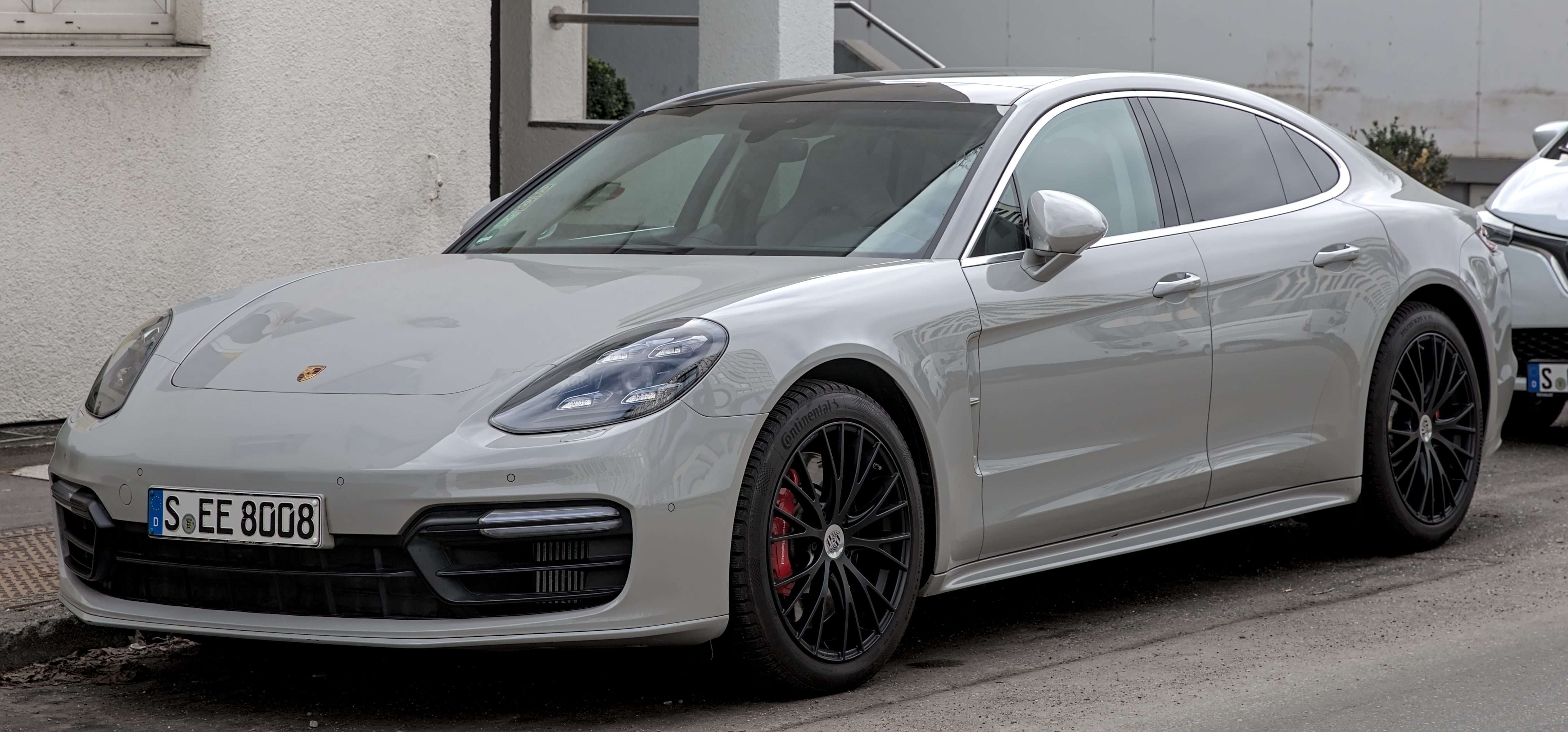
Porsche Panamera Turbo (2016–2020)
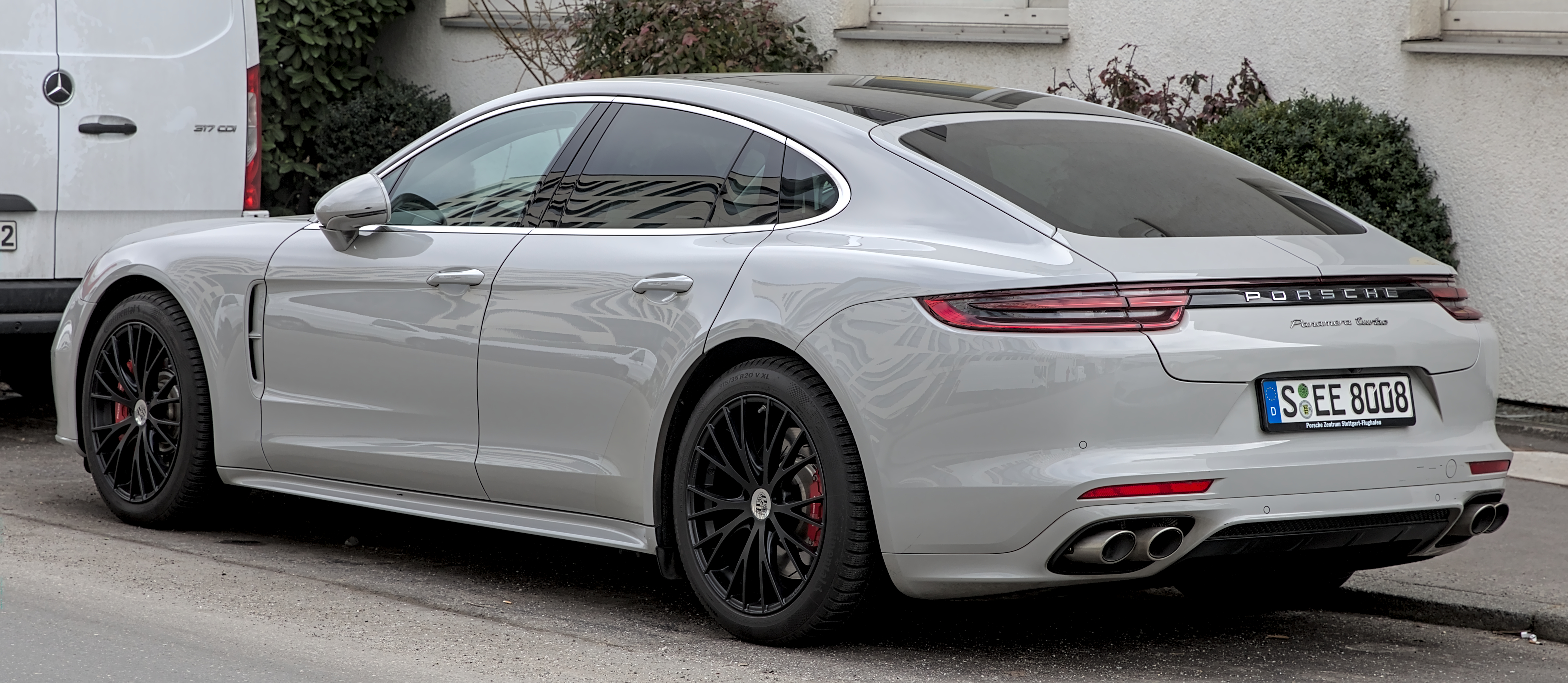
Heckansicht (2016–2020)
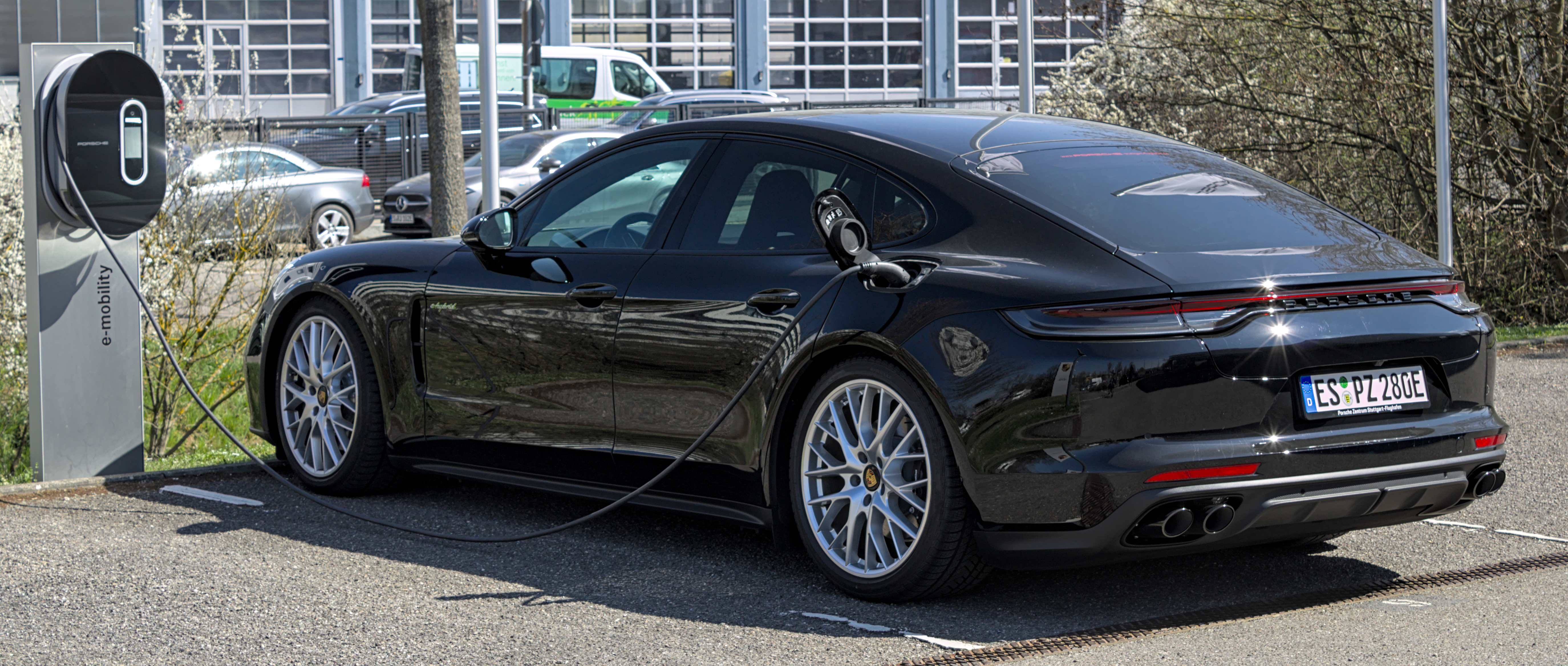
Heckansicht (2020–2023)

Mitte August 2017 nahm Porsche die Dieselvariante vom Markt. Als Grund gab der Hersteller zunächst zusätzliche Überprüfungen, um die Qualitätsansprüche der Marke auch im Interesse der Kunden weiter auszubauen, an. Im Februar 2018 stellte Porsche die Produktion aller seiner Dieselmodelle ein. Damit wird der Panamera auch nicht mehr mit Dieselmotor angeboten werden.
Am 26. August 2020 präsentierte Porsche eine überarbeitete Version des Panamera.

### Panamera 4 E-Hybrid
Im Herbst 2016 präsentierte Porsche auf dem Pariser Auto-Salon den Panamera 4 E-Hybrid.
Als Ottomotor kam der aus dem 4S bekannte 2,9-Liter-V6-Biturbo zum Einsatz, der in der Plug-in-Hybrid-Version jedoch lediglich 243 kW (333 PS) leistet.
Ergänzt durch einen 100 kW (136 PS) starken Elektromotor erreicht der Panamera 4 E-Hybrid dann eine Gesamtleistung von 340 kW (462 PS), die ihn in 4,6 Sekunden auf 100 km/h beschleunigen. Die Höchstgeschwindigkeit liegt bei 278 km/h, die elektrische Reichweite gibt Porsche mit 50 km an.
Optisch charakteristisch sind – wie bereits beim Porsche 918 – die leuchtend hellgrünen Typenschilder und Bremssättel.
Die Auslieferung des Plug-in-Hybriden erfolgte ab April 2017.

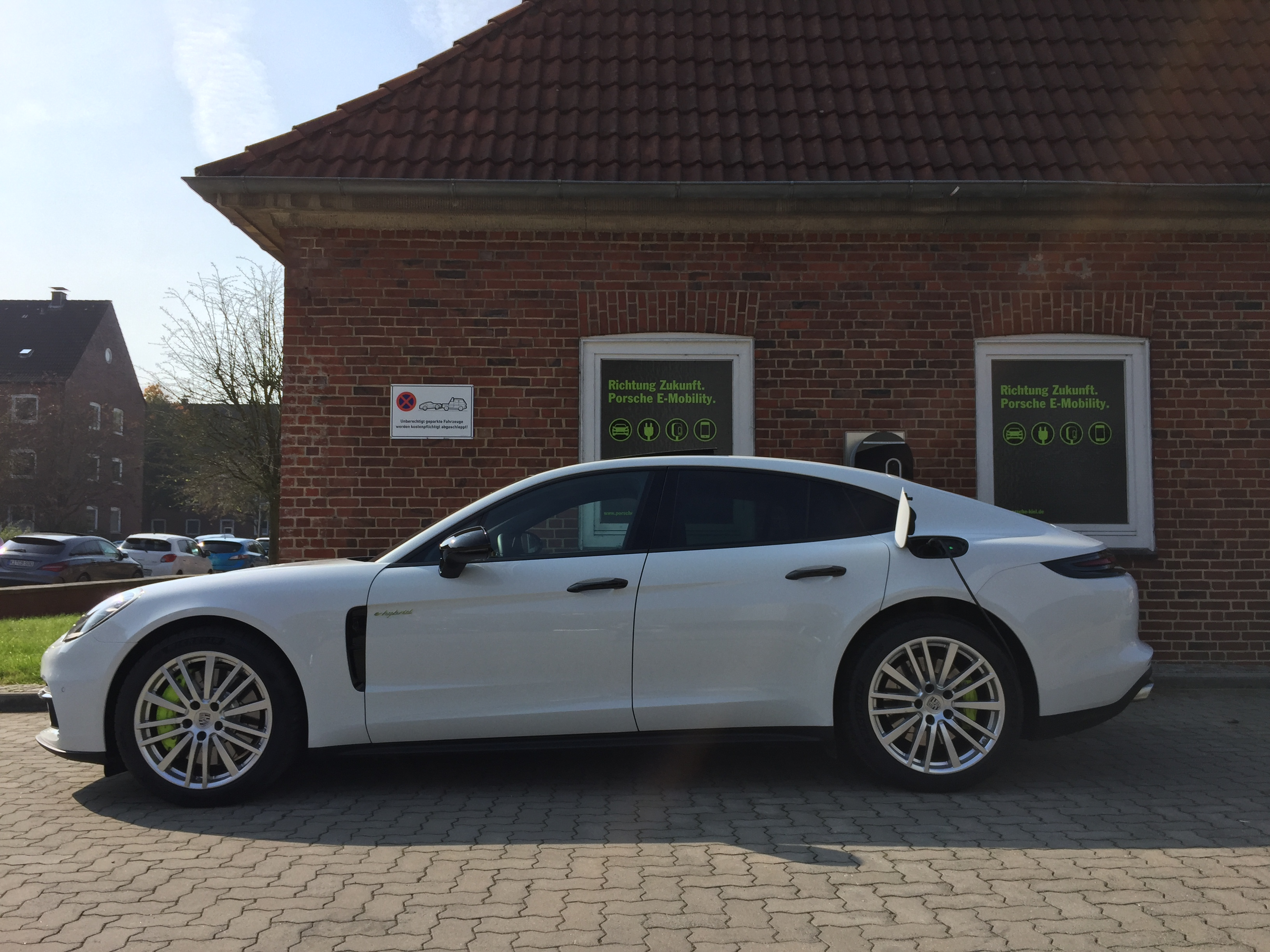
Porsche Panamera 4 E-Hybrid
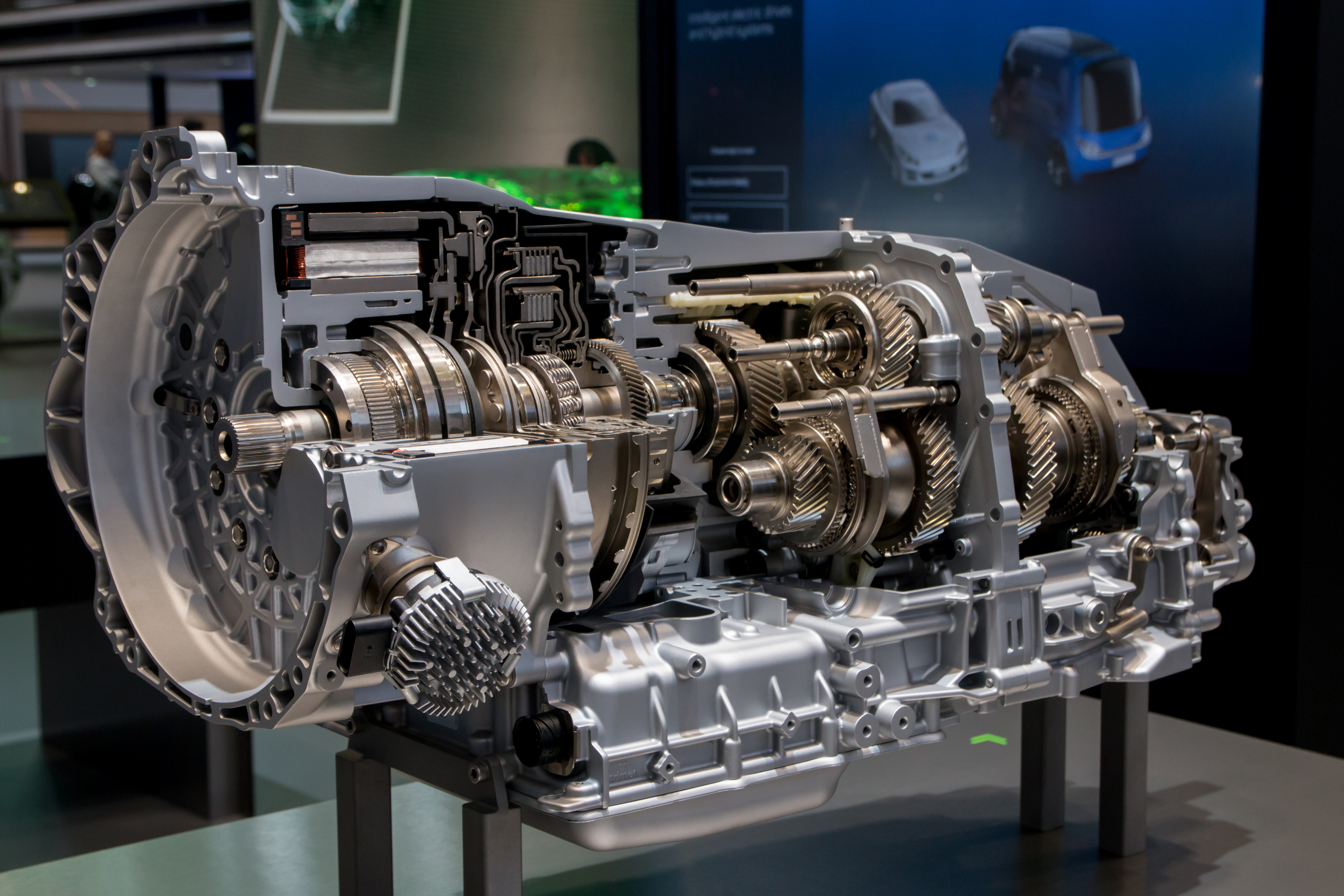
Getriebe des Panamera 4 E-Hybrid, mit integriertem 100-kW-Elektromotor

### Panamera Turbo S E-Hybrid

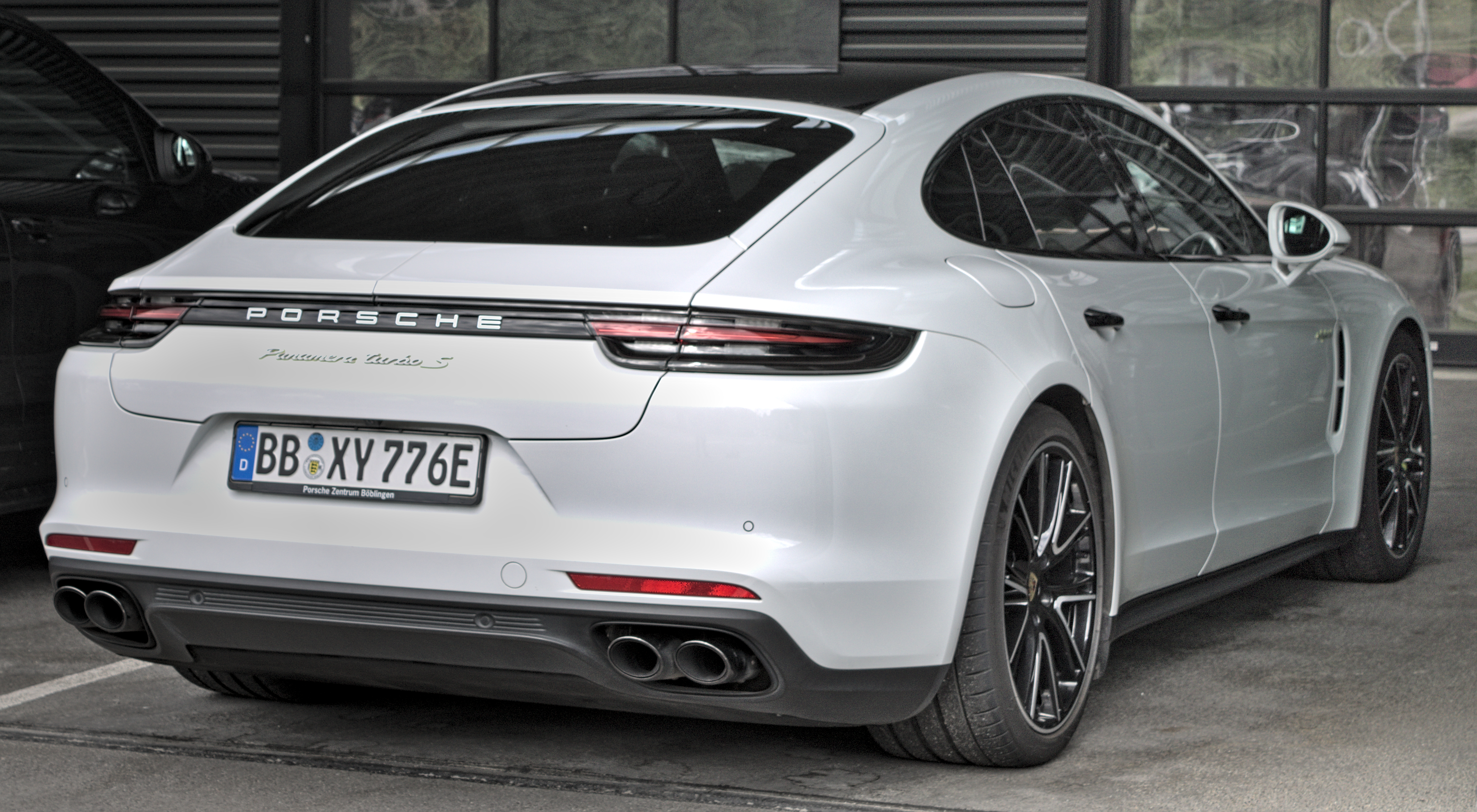
Panamera Turbo S E-Hybrid

Auf dem Genfer Auto-Salon 2017 präsentierte Porsche den Panamera Turbo S E-Hybrid. Der 404 kW (550 PS) starke Ottomotor stammt aus dem Panamera Turbo, der 100 kW (136 PS) starke Elektromotor aus dem Panamera 4 E-Hybrid. Mit einer Systemleistung von 500 kW (680 PS) war das Modell zwischenzeitlich das zweitstärkste Porsche-Modell. In den Handel kam der Plug-in-Hybrid im Juli 2017.
Mit der Modellpflege 2020 wurde die Systemleistung um 15 kW (20 PS) auf 515 kW (700 PS) angehoben.

### Panamera Sport Turismo
Am 2. März 2017 zeigte Porsche erste Bilder des Panamera Sport Turismo. Dieser hatte auf dem Genfer Auto-Salon 2017 seine Weltpremiere und kam am 7. Oktober 2017 zu Preisen ab 97.557 € zu den Händlern. Der Sport Turismo ist ein Shooting Brake auf Basis der gleich langen Kombilimousine. Er unterscheidet sich von dieser durch eine um 143 mm niedrigere Ladekante, einen größeren Kofferraum und der Ausführung als Fünfsitzer. Der Sport Turismo wird zunächst mit fünf Motorisierungen aus der Kombilimousine angeboten. Der heckangetriebene Panamera blieb dem Schrägheck vorenthalten.
Bereits auf dem Pariser Auto-Salon 2012 zeigte Porsche ein als Studie ausgeführtes Shooting Brake auf Basis der ersten Panamera-Generation.
2017 gewann der Sport Turismo in der Kategorie Sportwagen das Goldene Lenkrad.

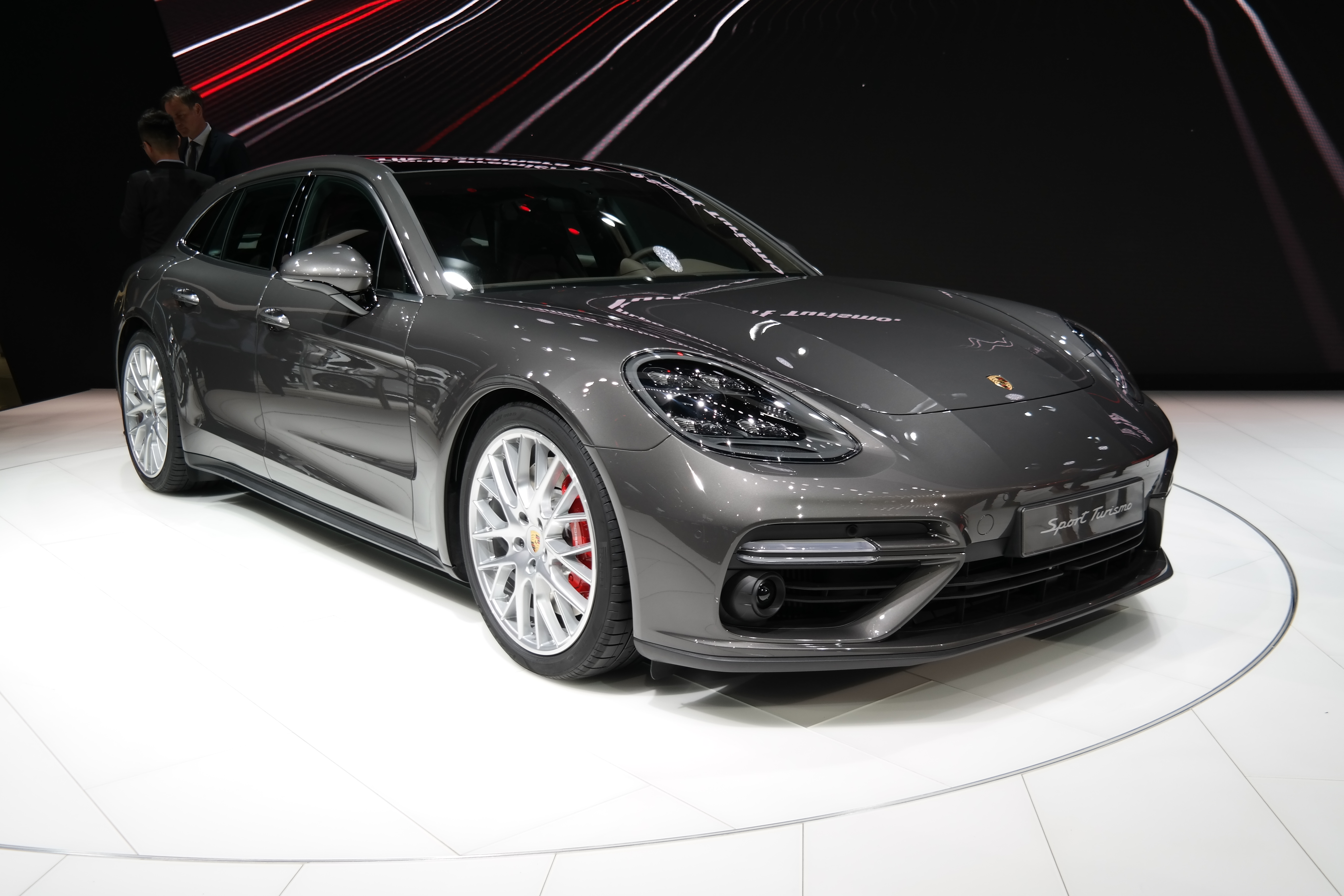
Panamera Sport Turismo auf dem Genfer Auto-Salon 2017
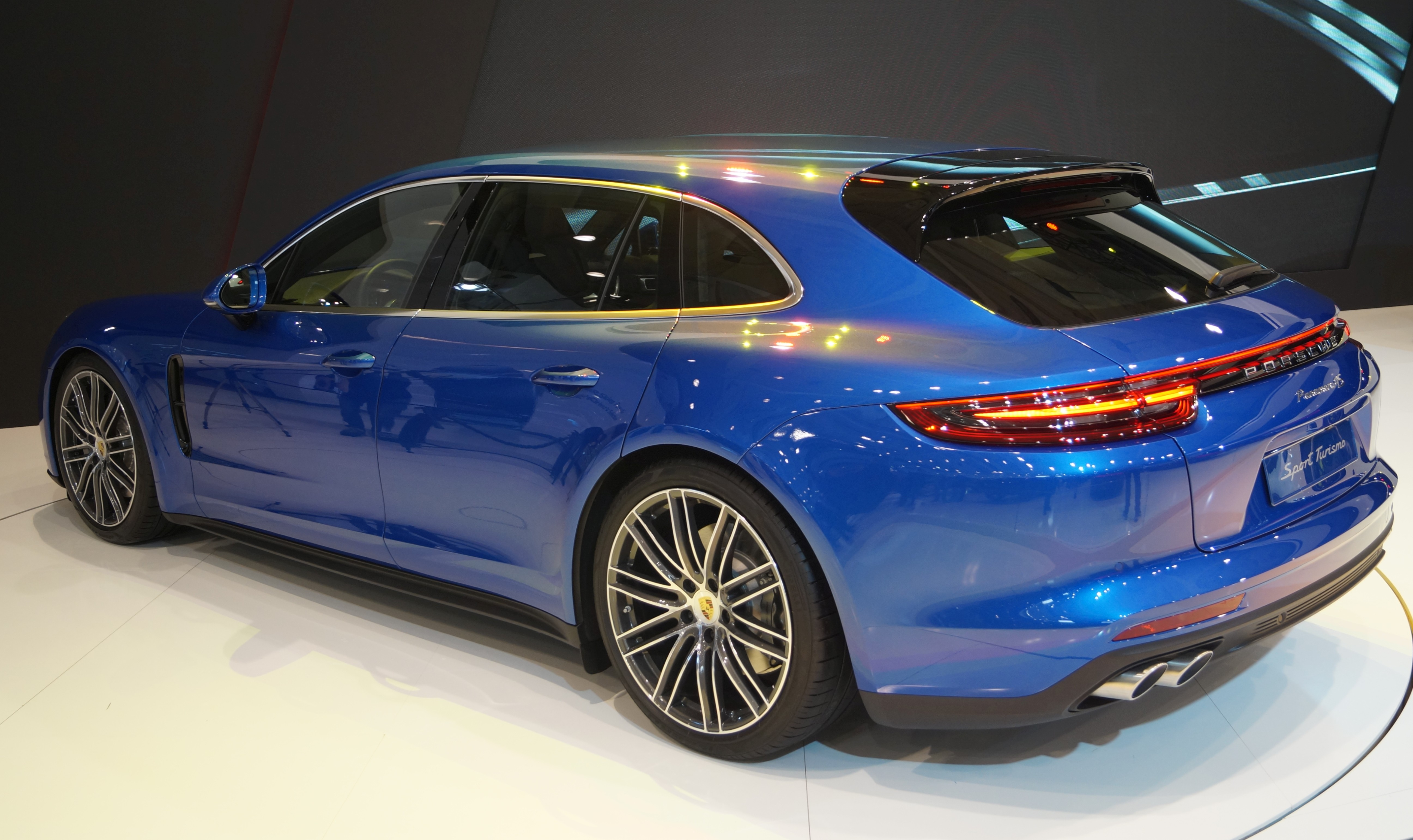
Heckansicht Panamera Sport Turismo
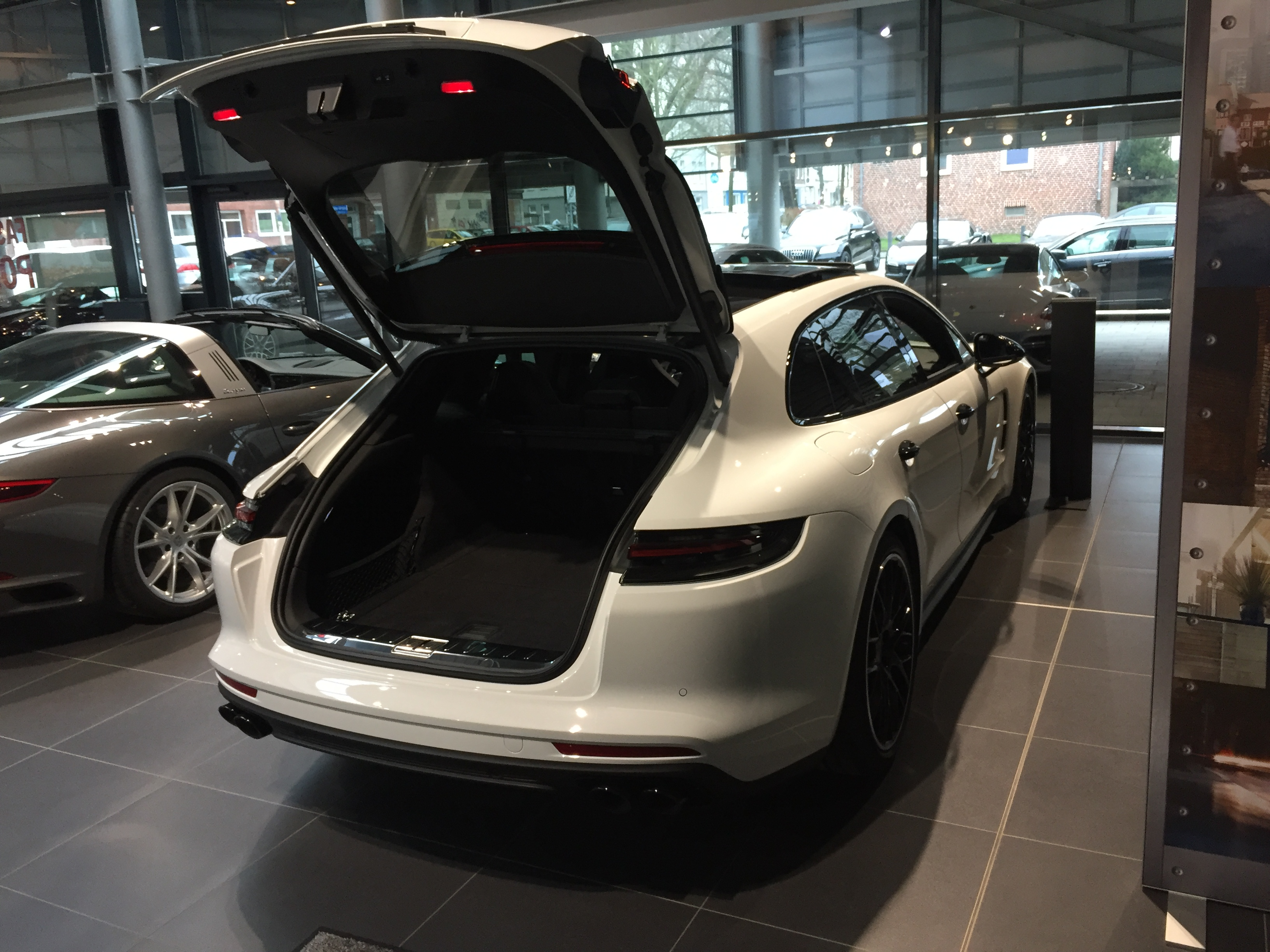
Blick in den Kofferraum
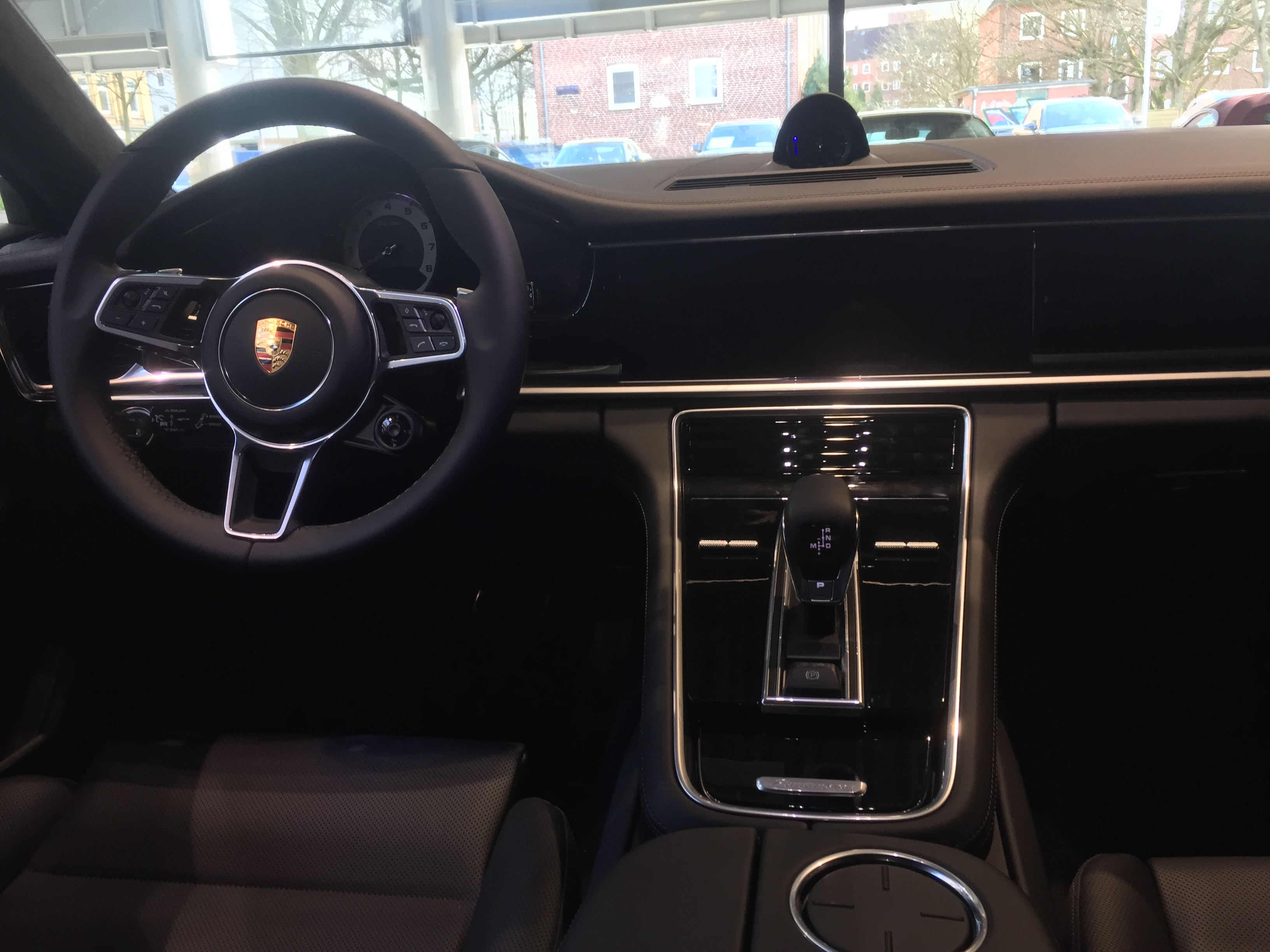
Cockpitansicht Sport Turismo

### Technische Daten

#### Bis NEFZ-Fahrzyklus 2018
|                                                                      | Panamera 1                                 | Panamera 4                                 | Panamera 4S                                | Panamera 4 E-Hybrid                        | Panamera Turbo                             | Panamera Turbo S E-Hybrid                  | Panamera 4S Diesel 1                       |
| Bauzeitraum                                                          | 11/2016–08/2018                            | 11/2016–08/2018                            | 11/2016–08/2018                            | 11/2016–08/2018                            | 11/2016–08/2018                            | 07/2017–08/2018                            | 11/2016–08/2017                            |
| Motorkenndaten                                                       |                                            |                                            |                                            |                                            |                                            |                                            |                                            |
| Motortyp                                                             | VW EA839                                   | VW EA839                                   | VW EA839                                   | VW EA839                                   | VW EA825                                   | VW EA825                                   | VW EA898                                   |
| Motorbauart                                                          | V6-Ottomotor                               | V6-Ottomotor                               | V6-Ottomotor                               | V6-Ottomotor + Elektromotor                | V8-Ottomotor                               | V8-Ottomotor + Elektromotor                | V8-Dieselmotor                             |
| Motoraufladung                                                       | Turbolader                                 | Turbolader                                 | Bi-Turbolader                              | Bi-Turbolader                              | Bi-Turbolader                              | Bi-Turbolader                              | Bi-Turbolader                              |
| Hubraum                                                              | 2995 cm³                                   | 2995 cm³                                   | 2894 cm³                                   | 2894 cm³                                   | 3996 cm³                                   | 3996 cm³                                   | 3956 cm³                                   |
| max. Leistung bei min−1                                              | 243 kW (330 PS)/5400–6400                  | 243 kW (330 PS)/5400–6400                  | 324 kW (440 PS)/5650–6600                  | 340 kW 2 (462 PS)/6000                     | 404 kW (550 PS)/5750–6000                  | 500 kW 3 (680 PS)/6000                     | 310 kW (422 PS)/3500–5000                  |
| max. Drehmoment bei min−1                                            | 450 Nm/1340–4900                           | 450 Nm/1340–4900                           | 550 Nm/1750–5500                           | 700 Nm/1100–4500                           | 770 Nm/1960–4500                           | 850 Nm/1400–5500                           | 850 Nm/1000–3250                           |
| Verdichtungsverhältnis                                               | 11,2 : 1                                   | 11,2 : 1                                   | 10,5 : 1                                   | 10,5 : 1                                   | 10,1 : 1                                   | 10,1 : 1                                   | 16,0 : 1                                   |
| Kraftübertragung                                                     |                                            |                                            |                                            |                                            |                                            |                                            |                                            |
| Antrieb                                                              | Hinterradantrieb                           | Allradantrieb                              | Allradantrieb                              | Allradantrieb                              | Allradantrieb                              | Allradantrieb                              | Allradantrieb                              |
| Lenkung                                                              | Vorderradlenkung, Allradlenkung (optional) | Vorderradlenkung, Allradlenkung (optional) | Vorderradlenkung, Allradlenkung (optional) | Vorderradlenkung, Allradlenkung (optional) | Vorderradlenkung, Allradlenkung (optional) | Vorderradlenkung, Allradlenkung (optional) | Vorderradlenkung, Allradlenkung (optional) |
| Getriebe, serienmäßig                                                | ZF 8-Gang-PDK                              | ZF 8-Gang-PDK                              | ZF 8-Gang-PDK                              | ZF 8-Gang-PDK                              | ZF 8-Gang-PDK                              | ZF 8-Gang-PDK                              | ZF 8-Gang-PDK                              |
| Messwerte                                                            |                                            |                                            |                                            |                                            |                                            |                                            |                                            |
| Höchstgeschwindigkeit                                                | 264 km/h                                   | 262 km/h                                   | 289 km/h                                   | 278 km/h                                   | 306 km/h                                   | 310 km/h                                   | 285 km/h                                   |
| Höchstgeschwindigkeit, Sport Turismo                                 | —                                          | 259 km/h                                   | 286 km/h                                   | 275 km/h                                   | 304 km/h                                   | 310 km/h                                   | 282 km/h                                   |
| Beschleunigung, 0–100 km/h                                           | 5,7 s [5,5 s] 4                            | 5,5 s [5,3 s] 4                            | 4,4 s [4,2 s] 4                            | 4,6 s 4                                    | 3,8 s [3,6 s] 4                            | 3,4 s 4                                    | 4,5 s [4,3 s] 4                            |
| Beschleunigung, 0–100 km/h, Sport Turismo                            | —                                          | 5,5 s [5,3 s] 4                            | 4,4 s [4,2 s] 4                            | 4,6 s 4                                    | 3,8 s [3,6 s] 4                            | 3,4 s 4                                    | 4,5 s [4,3 s] 4                            |
| Beschleunigung, 0–160 km/h                                           | 13,6 s [13,3 s] 4                          | 13,6 s [13,3 s] 4                          | 10,3 s [10,0 s] 4                          | 10,7 s 4                                   | 8,4 s [8,1 s] 4                            | 7,6 s 4                                    | 10,7 s [10,4 s] 4                          |
| Beschleunigung, 0–160 km/h, Sport Turismo                            | —                                          | 13,7 s [13,4 s] 4                          | 10,4 s [10,1 s] 4                          | 10,8 s 4                                   | 8,5 s [8,2 s] 4                            | 7,7 s 4                                    | 10,8 s [10,5 s] 4                          |
| Leergewicht                                                          | 1815 kg                                    | 1850 kg                                    | 1870 kg                                    | 2170 kg                                    | 1995 kg                                    | 2310 kg                                    | 2050 kg                                    |
| Leergewicht, Sport Turismo                                           | —                                          | 1880 kg                                    | 1915 kg                                    | 2190 kg                                    | 2035 kg                                    | 2325 kg                                    | 2095 kg                                    |
| Kraftstoffverbrauch auf 100 km (kombiniert nach NEFZ)                | 7,5–7,6 l Super                            | 7,7–7,8 l Super                            | 8,1–8,2 l Super                            | 2,5 l Super 5                              | 9,3–9,4 l Super                            | 2,9 l Super                                | 6,7–6,8 l Diesel                           |
| Kraftstoffverbrauch auf 100 km (kombiniert nach NEFZ), Sport Turismo | —                                          | 7,8–7,9 l Super                            | 8,2–8,3 l Super                            | 2,5 l Super 5                              | 9,4–9,5 l Super                            | 3,0 l Super                                | 6,7–6,8 l Diesel                           |
| CO2-Emissionen (kombiniert)                                          | 171–173 g/km                               | 175–177 g/km                               | 184–186 g/km                               | 56 g/km                                    | 212–214 g/km                               | 66 g/km                                    | 176–178 g/km                               |
| CO2-Emissionen (kombiniert), Sport Turismo                           | —                                          | 178–180 g/km                               | 187–189 g/km                               | 56 g/km                                    | 215–217 g/km                               | 69 g/km                                    | 176–178 g/km                               |
| Tankinhalt                                                           | 75 l                                       | 75 l                                       | 75 l                                       | 80 l                                       | 90 l                                       | 80 l                                       | 75 l                                       |
| Abgasnorm                                                            | Euro 6                                     | Euro 6                                     | Euro 6                                     | Euro 6                                     | Euro 6                                     | Euro 6                                     | Euro 6                                     |

#### Ab WLTP-Fahrzyklus 2018
|                                                                      | Panamera 4                                 | Panamera 4S                                | Panamera 4 E-Hybrid                        | Panamera GTS                               | Panamera Turbo                             | Panamera Turbo S E-Hybrid                  |
| Bauzeitraum                                                          | 03/2019–08/2020                            | 03/2019–08/2020                            | 03/2019–08/2020                            | 10/2018–08/2020                            | 10/2018–08/2020                            | 01/2019–08/2020                            |
| Motorkenndaten                                                       |                                            |                                            |                                            |                                            |                                            |                                            |
| Motortyp                                                             | VW EA839                                   | VW EA839                                   | VW EA839                                   | VW EA825                                   | VW EA825                                   | VW EA825                                   |
| Motorbauart                                                          | V6-Ottomotor                               | V6-Ottomotor                               | V6-Ottomotor + Elektromotor                | V8-Ottomotor                               | V8-Ottomotor                               | V8-Ottomotor + Elektromotor                |
| Motoraufladung                                                       | Turbolader                                 | Bi-Turbolader                              | Bi-Turbolader                              | Bi-Turbolader                              | Bi-Turbolader                              | Bi-Turbolader                              |
| Hubraum                                                              | 2894 cm³                                   | 2894 cm³                                   | 2894 cm³                                   | 3996 cm³                                   | 3996 cm³                                   | 3996 cm³                                   |
| max. Leistung bei min−1                                              | 243 kW (330 PS)/5400–6400                  | 324 kW (440 PS)/5650–6600                  | 340 kW 1 (462 PS)/5250–6500                | 338 kW (460 PS)/6000–6500                  | 404 kW (550 PS)/5750–6000                  | 500 kW 2 (680 PS)/5750–6000                |
| max. Drehmoment bei min−1                                            | 450 Nm/1750–4900                           | 550 Nm/2000–5500                           | 700 Nm/1750–5000                           | 620 Nm/1800–4500                           | 770 Nm/2000–4500                           | 850 Nm/1960–4500                           |
| Verdichtungsverhältnis                                               | 10,5 : 1                                   | 10,5 : 1                                   | 10,5 : 1                                   | 10,1 : 1                                   | 10,1 : 1                                   | 10,1 : 1                                   |
| Kraftübertragung                                                     |                                            |                                            |                                            |                                            |                                            |                                            |
| Antrieb                                                              | Allradantrieb                              | Allradantrieb                              | Allradantrieb                              | Allradantrieb                              | Allradantrieb                              | Allradantrieb                              |
| Lenkung                                                              | Vorderradlenkung, Allradlenkung (optional) | Vorderradlenkung, Allradlenkung (optional) | Vorderradlenkung, Allradlenkung (optional) | Vorderradlenkung, Allradlenkung (optional) | Vorderradlenkung, Allradlenkung (optional) | Vorderradlenkung, Allradlenkung (optional) |
| Getriebe, serienmäßig                                                | ZF 8-Gang-PDK                              | ZF 8-Gang-PDK                              | ZF 8-Gang-PDK                              | ZF 8-Gang-PDK                              | ZF 8-Gang-PDK                              | ZF 8-Gang-PDK                              |
| Messwerte                                                            |                                            |                                            |                                            |                                            |                                            |                                            |
| Höchstgeschwindigkeit                                                | 262 km/h                                   | 289 km/h                                   | 278 km/h                                   | 292 km/h                                   | 306 km/h                                   | 310 km/h                                   |
| Höchstgeschwindigkeit, Executive                                     | 262 km/h                                   | 289 km/h                                   | 278 km/h                                   | —                                          | 306 km/h                                   | 310 km/h                                   |
| Höchstgeschwindigkeit, Sport Turismo                                 | 259 km/h                                   | 286 km/h                                   | 275 km/h                                   | 289 km/h                                   | 304 km/h                                   | 310 km/h                                   |
| Beschleunigung, 0–100 km/h                                           | 5,5 s [5,3 s] 3                            | 4,4 s [4,2 s] 3                            | 4,6 s 3                                    | 4,1 s 3                                    | 3,8 s [3,6 s] 3                            | 3,4 s 3                                    |
| Beschleunigung, 0–100 km/h, Executive                                | 5,6 s [5,4 s] 3                            | 4,5 s [4,3 s] 3                            | 4,7 s 3                                    | —                                          | 3,9 s [3,7 s] 3                            | 3,5 s 3                                    |
| Beschleunigung, 0–100 km/h, Sport Turismo                            | 5,5 s [5,3 s] 3                            | 4,4 s [4,2 s] 3                            | 4,6 s 3                                    | 4,1 s 3                                    | 3,8 s [3,6 s] 3                            | 3,4 s 3                                    |
| Beschleunigung, 0–160 km/h                                           | 13,6 s                                     | 10,3 s                                     | 10,7 s                                     | 9,6 s                                      | 8,4 s                                      | 7,6 s                                      |
| Beschleunigung, 0–160 km/h, Executive                                | 14,0 s                                     | 10,7 s                                     | 11,1 s                                     | —                                          | 8,7 s                                      | 7,9 s                                      |
| Beschleunigung, 0–160 km/h, Sport Turismo                            | 13,7 s                                     | 10,4 s                                     | 10,8 s                                     | 9,7 s                                      | 8,5 s                                      | 7,7 s                                      |
| Leergewicht (DIN)                                                    | 1865 kg                                    | 1870 kg                                    | 2170 kg                                    | 1995 kg                                    | 1995 kg                                    | 2310 kg                                    |
| Leergewicht (DIN), Executive                                         | 1975 kg                                    | 1980 kg                                    | 2250 kg                                    | —                                          | 2100 kg                                    | 2410 kg                                    |
| Leergewicht (DIN), Sport Turismo                                     | 1910 kg                                    | 1915 kg                                    | 2190 kg                                    | 2025 kg                                    | 2035 kg                                    | 2325 kg                                    |
| Kraftstoffverbrauch auf 100 km (kombiniert nach WLTP)                | 8,4 l                                      | 8,3 l                                      | 2,6–2,7 l                                  | 10,3 l                                     | 10,4 l                                     | 3,3 l                                      |
| Kraftstoffverbrauch auf 100 km (kombiniert nach WLTP), Executive     | 8,6–8,7 l                                  | 8,5 l                                      | 2,6–2,7 l                                  | —                                          | 10,6 l                                     | 3,3 l                                      |
| Kraftstoffverbrauch auf 100 km (kombiniert nach WLTP), Sport Turismo | 8,7–8,8 l                                  | 8,6–8,7 l                                  | 2,8–2,9 l                                  | 10,6 l                                     | 10,6 l                                     | 3,3 l                                      |
| CO2-Emissionen (kombiniert)                                          | 192–194 g/km                               | 190–191 g/km                               | 60–62 g/km                                 | 235 g/km                                   | 238 g/km                                   | 74 g/km                                    |
| CO2-Emissionen (kombiniert), Executive                               | 197–199 g/km                               | 194–196 g/km                               | 61–62 g/km                                 | —                                          | 242 g/km                                   | 74 g/km                                    |
| CO2-Emissionen (kombiniert), Sport Turismo                           | 200–201 g/km                               | 198–199 g/km                               | 64–66 g/km                                 | 242 g/km                                   | 243 g/km                                   | 76 g/km                                    |
| Tankinhalt                                                           | 75 l                                       | 75 l                                       | 80 l                                       | 90 l                                       | 90 l                                       | 80 l                                       |
| Abgasnorm                                                            | Euro 6d-TEMP-EVAP                          | Euro 6d-TEMP-EVAP                          | Euro 6d-TEMP-EVAP                          | Euro 6d-TEMP-EVAP                          | Euro 6d-TEMP-EVAP                          | Euro 6d-TEMP-EVAP                          |

#### Nach Modellpflege
|                                                                      | Panamera                                   | Panamera 4                                 | Panamera 4S                                | Panamera 4 E-Hybrid                        | Panamera GTS                               | Panamera 4S E-Hybrid                       | Panamera Turbo S                           | Panamera Turbo S E-Hybrid                  |
| Bauzeitraum                                                          | 08/2020–11/2023                            | 08/2020–11/2023                            | 10/2020–11/2023                            | 10/2020–11/2023                            | 08/2020–11/2023                            | 08/2020–11/2023                            | 08/2020–11/2023                            | 10/2020–11/2023                            |
| Motorkenndaten                                                       |                                            |                                            |                                            |                                            |                                            |                                            |                                            |                                            |
| Motortyp                                                             | VW EA839                                   | VW EA839                                   | VW EA839                                   | VW EA839                                   | VW EA825                                   | VW EA839                                   | VW EA825                                   | VW EA825                                   |
| Motorbauart                                                          | V6-Ottomotor                               | V6-Ottomotor                               | V6-Ottomotor                               | V6-Ottomotor + Elektromotor                | V8-Ottomotor                               | V6-Ottomotor + Elektromotor                | V8-Ottomotor                               | V8-Ottomotor + Elektromotor                |
| Motoraufladung                                                       | Bi-Turbolader                              | Bi-Turbolader                              | Bi-Turbolader                              | Bi-Turbolader                              | Bi-Turbolader                              | Bi-Turbolader                              | Bi-Turbolader                              | Bi-Turbolader                              |
| Hubraum                                                              | 2894 cm³                                   | 2894 cm³                                   | 2894 cm³                                   | 2894 cm³                                   | 3996 cm³                                   | 2894 cm³                                   | 3996 cm³                                   | 3996 cm³                                   |
| max. Leistung bei min−1                                              | 243 kW (330 PS)/5400–6400                  | 243 kW (330 PS)/5400–6400                  | 324 kW (440 PS)/5650–6600                  | 340 kW 1 (462 PS)/5400–6400                | 353 kW (480 PS)/6500                       | 412 kW 2 (560 PS)/5750–6800                | 463 kW (630 PS)/6000                       | 515 kW 3 (700 PS)/5750–6000                |
| max. Drehmoment bei min−1                                            | 450 Nm/1800–5000                           | 450 Nm/1800–5000                           | 550 Nm/2000–5500                           | 700 Nm/1800–5000                           | 620 Nm/1800–4000                           | 750 Nm/1400–4500                           | 820 Nm/2300–4500                           | 870 Nm/2100–4500                           |
| Verdichtungsverhältnis                                               | 10,5 : 1                                   | 10,5 : 1                                   |                                            |                                            | 10,1 : 1                                   | 10,5 : 1                                   | 9,7 : 1                                    |                                            |
| Kraftübertragung                                                     |                                            |                                            |                                            |                                            |                                            |                                            |                                            |                                            |
| Antrieb                                                              | Hinterradantrieb                           | Allradantrieb                              | Allradantrieb                              | Allradantrieb                              | Allradantrieb                              | Allradantrieb                              | Allradantrieb                              | Allradantrieb                              |
| Lenkung                                                              | Vorderradlenkung, Allradlenkung (optional) | Vorderradlenkung, Allradlenkung (optional) | Vorderradlenkung, Allradlenkung (optional) | Vorderradlenkung, Allradlenkung (optional) | Vorderradlenkung, Allradlenkung (optional) | Vorderradlenkung, Allradlenkung (optional) | Vorderradlenkung, Allradlenkung (optional) | Vorderradlenkung, Allradlenkung (optional) |
| Getriebe, serienmäßig                                                | ZF 8-Gang-PDK                              | ZF 8-Gang-PDK                              | ZF 8-Gang-PDK                              | ZF 8-Gang-PDK                              | ZF 8-Gang-PDK                              | ZF 8-Gang-PDK                              | ZF 8-Gang-PDK                              | ZF 8-Gang-PDK                              |
| Messwerte                                                            |                                            |                                            |                                            |                                            |                                            |                                            |                                            |                                            |
| Höchstgeschwindigkeit                                                | 270 km/h                                   | 268 km/h                                   | 295 km/h                                   | 280 km/h                                   | 300 km/h                                   | 298 km/h                                   | 315 km/h                                   | 315 km/h                                   |
| Höchstgeschwindigkeit, Executive                                     | –                                          | 267 km/h                                   | 295 km/h                                   | 280 km/h                                   | –                                          | 298 km/h                                   | 315 km/h                                   | 315 km/h                                   |
| Höchstgeschwindigkeit, Sport Turismo                                 | –                                          | 263 km/h                                   | 289 km/h                                   | 280 km/h                                   | 292 km/h                                   | 293 km/h                                   | 315 km/h                                   | 315 km/h                                   |
| Beschleunigung, 0–100 km/h                                           | 5,6 s [5,4 s] 4                            | 5,3 s [5,1 s] 4                            | 4,3 s [4,1 s] 4                            | 4,4 s                                      | 3,9 s                                      | 3,7 s                                      | 3,1 s                                      | 3,2 s                                      |
| Beschleunigung, 0–100 km/h, Executive                                | –                                          | 5,4 s [5,2 s] 4                            | 4,4 s [4,2 s] 4                            | 4,5 s                                      | –                                          | 3,8 s                                      | 3,2 s                                      | 3,3 s                                      |
| Beschleunigung, 0–100 km/h, Sport Turismo                            | –                                          | 5,3 s [5,1 s] 4                            | 4,3 s [4,1 s] 4                            | 4,4 s                                      | 3,9 s                                      | 3,7 s                                      | 3,1 s                                      | 3,2 s                                      |
| Beschleunigung, 0–160 km/h                                           | 13,5 s [13,1 s] 4                          | 13,3 s [13,0 s] 4                          | 10,2 s [9,9 s] 4                           | 10,5 s                                     | 9,4 s                                      | 8,6 s                                      | 7,2 s                                      | 7,2 s                                      |
| Beschleunigung, 0–160 km/h, Executive                                | –                                          | 13,7 s [13,4 s] 4                          | 10,5 s [10,2 s] 4                          | 10,8 s                                     | –                                          | 8,9 s                                      | 7,4 s                                      | 7,4 s                                      |
| Beschleunigung, 0–160 km/h, Sport Turismo                            | –                                          | 13,6 s [13,3 s] 4                          | 10,4 s [10,1 s] 4                          | 10,6 s                                     | 9,5 s                                      | 8,7 s                                      | 7,3 s                                      | 7,3 s                                      |
| Leergewicht (DIN)                                                    | 1935 kg                                    | 1975 kg                                    | 1990 kg                                    | 2285 kg                                    | 2095 kg                                    | 2300 kg                                    | 2155 kg                                    | 2425 kg                                    |
| Leergewicht (DIN), Executive                                         | –                                          | 2080 kg                                    | 2090 kg                                    | 2375 kg                                    | –                                          | 2405 kg                                    | 2260 kg                                    | 2520 kg                                    |
| Leergewicht (DIN), Sport Turismo                                     | –                                          | 2005 kg                                    | 2015 kg                                    | 2300 kg                                    | 2115 kg                                    | 2315 kg                                    | 2210 kg                                    | 2440 kg                                    |
| Kraftstoffverbrauch auf 100 km (kombiniert nach WLTP)                | 8,6–8,8 l                                  | 8,7–8,8 l                                  | 8,8–9,0 l                                  | 2,1–2,2 l                                  | 10,7–10,9 l                                | 2,0–2,2 l                                  | 10,7–10,8 l                                | 2,7 l                                      |
| Kraftstoffverbrauch auf 100 km (kombiniert nach WLTP), Executive     | –                                          | 8,9–9,0 l                                  | 9,0–9,1 l                                  | 2,2 l                                      | –                                          | 2,2–2,3 l                                  | 10,9–11,1 l                                | 2,8 l                                      |
| Kraftstoffverbrauch auf 100 km (kombiniert nach WLTP), Sport Turismo | –                                          | 8,9–9,0 l                                  | 9,1–9,2 l                                  | 2,2–2,3 l                                  | 10,9–11,1 l                                | 2,1–2,2 l                                  | 11,0–11,1 l                                | 2,8 l                                      |
| CO2-Emissionen (kombiniert)                                          | 197–201 g/km                               | 199–202 g/km                               | 201–205 g/km                               | 47–49 g/km                                 | 244–249 g/km                               | 47–51 g/km                                 | 245–247 g/km                               | 62 g/km                                    |
| CO2-Emissionen (kombiniert), Executive                               | –                                          | 202–205 g/km                               | 205–208 g/km                               | 49–51 g/km                                 | –                                          | 50–53 g/km                                 | 249–251 g/km                               | 63 g/km                                    |
| CO2-Emissionen (kombiniert), Sport Turismo                           | –                                          | 202–205 g/km                               | 207–210 g/km                               | 49–51 g/km                                 | 248–253 g/km                               | 49–52 g/km                                 | 251–253 g/km                               | 63 g/km                                    |
| Tankinhalt                                                           | 75 l                                       | 75 l                                       | 75 l                                       | 80 l                                       | 90 l                                       | 80 l                                       | 90 l                                       | 80 l                                       |
| Abgasnorm                                                            | Euro 6d-ISC-FCM                            | Euro 6d-ISC-FCM                            | Euro 6d-ISC-FCM                            | Euro 6d-ISC-FCM                            | Euro 6d-ISC-FCM                            | Euro 6d-ISC-FCM                            | Euro 6d-ISC-FCM                            | Euro 6d-ISC-FCM                            |

## 3. Generation (seit 2023)
Porsche bezeichnet den im November 2023 präsentierten Panamera als neue Generation. Technisch ist das Fahrzeug ähnlich zur zweiten Generation. Der Shooting Brake wird nicht mehr angeboten, da in den Hauptmärkten des Panamera – China und USA – Kombimodelle nur eine untergeordnete Rolle spielen. Die Langversion Executive bleibt im Modellportfolio. Die Auslieferungen der dritten Generation begannen im März 2024.

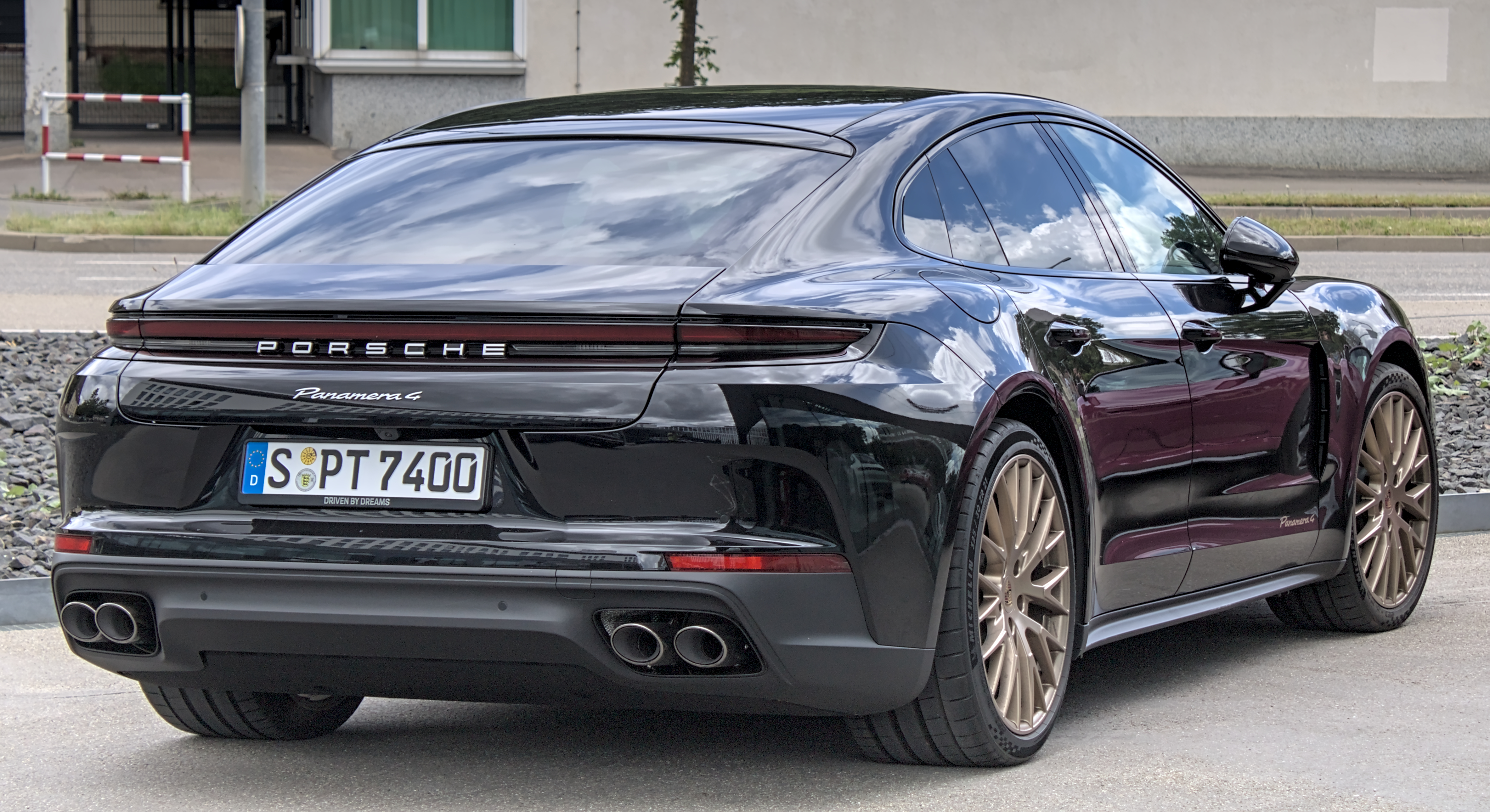
Heckansicht
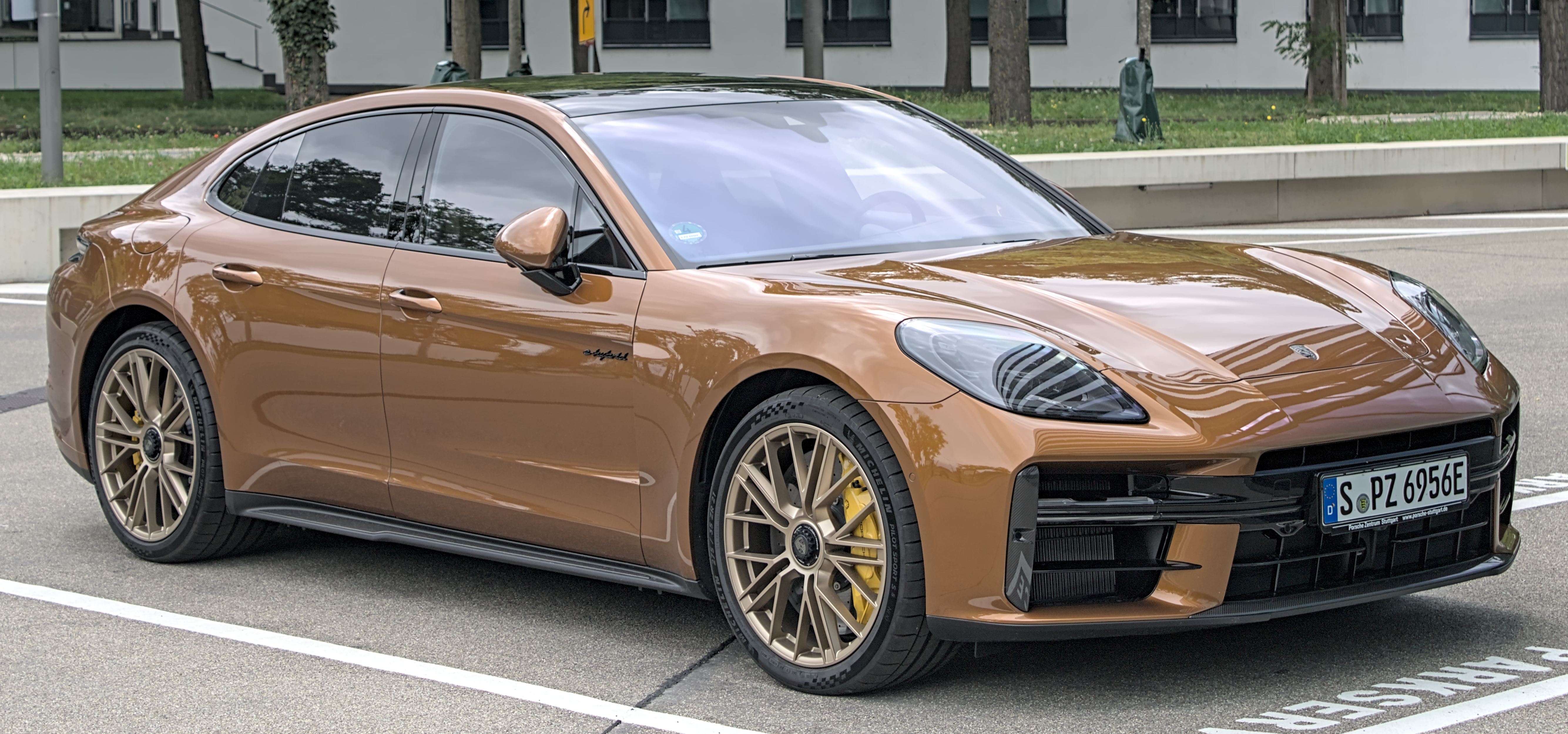
Porsche Panamera Turbo E-Hybrid (seit 2024)
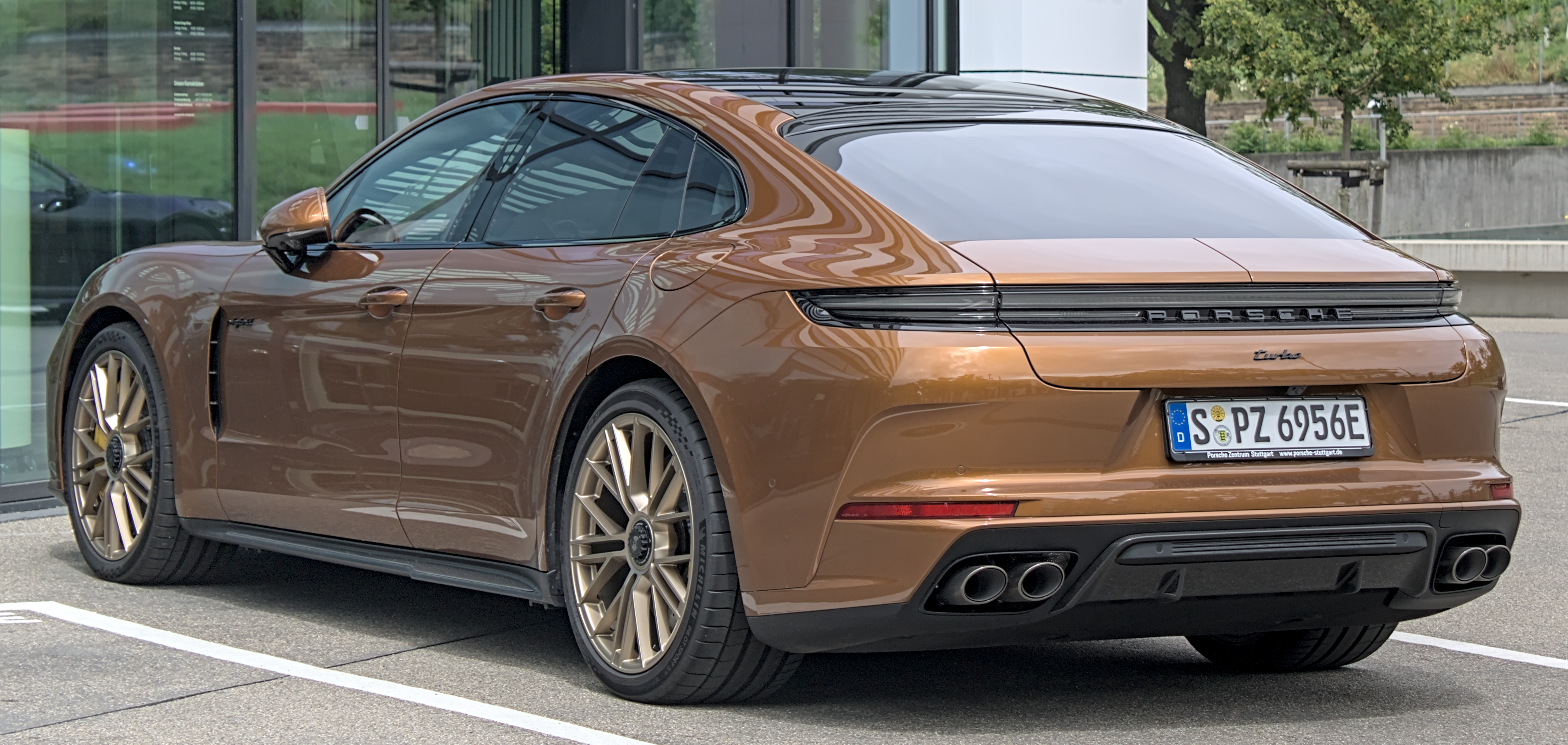
Heckansicht
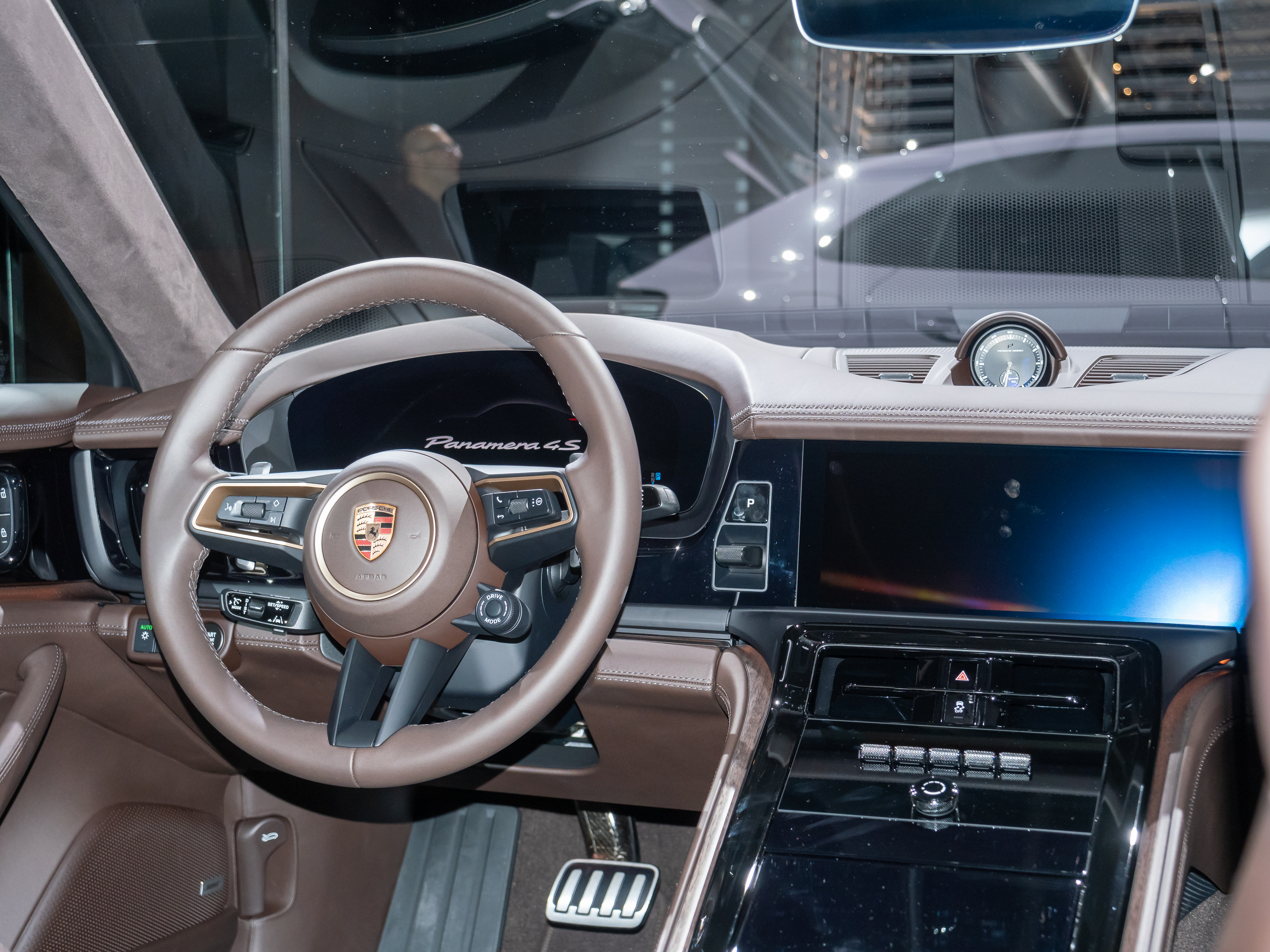
Innenraum

### Technische Daten
Zum Marktstart standen zwei Motorisierungen für den Panamera zur Wahl. Einerseits gab es einen 2,9-Liter-Ottomotor mit 260 kW (353 PS), andererseits einen 4,0-Liter-Plug-in-Hybrid mit einer Systemleistung von 500 kW (680 PS). Im Februar 2024 folgten zwei weitere Plug-in-Hybride und im Juli 2024 der GTS sowie der Turbo S E-Hybrid.
|                                                                  | Panamera                  | Panamera 4                | Panamera GTS         | Panamera 4 E-Hybrid         | Panamera 4S E-Hybrid        | Panamera Turbo E-Hybrid     | Panamera Turbo S E-Hybrid   |
| Bauzeitraum                                                      | seit 11/2023              | seit 11/2023              | seit 07/2024         | seit 02/2024                | seit 02/2024                | seit 11/2023                | seit 07/2024                |
| Motorkenndaten                                                   |                           |                           |                      |                             |                             |                             |                             |
| Motortyp                                                         | VW EA839                  | VW EA839                  | VW EA825             | VW EA839                    | VW EA839                    | VW EA825                    | VW EA825                    |
| Motorbauart                                                      | V6-Ottomotor              | V6-Ottomotor              | V8-Ottomotor         | V6-Ottomotor + Elektromotor | V6-Ottomotor + Elektromotor | V8-Ottomotor + Elektromotor | V8-Ottomotor + Elektromotor |
| Motoraufladung                                                   | Bi-Turbolader             | Bi-Turbolader             | Bi-Turbolader        | Bi-Turbolader               | Bi-Turbolader               | Bi-Turbolader               | Bi-Turbolader               |
| Hubraum                                                          | 2894 cm³                  | 2894 cm³                  | 3996 cm³             | 2894 cm³                    | 2894 cm³                    | 3996 cm³                    | 3996 cm³                    |
| max. Leistung bei min−1                                          | 260 kW (353 PS)/5400–6700 | 260 kW (353 PS)/5400–6700 | 368 kW (500 PS)/6500 | 346 kW 1 (470 PS)/5400–6700 | 400 kW 2 (544 PS)/5400–6700 | 500 kW 3 (680 PS)/6000      | 575 kW 4 (782 PS)/6000      |
| max. Drehmoment bei min−1                                        | 500 Nm/1900–4800          | 500 Nm/1900–4800          | 660 Nm/2100–4000     | 650 Nm/1900–4800            | 750 Nm/1900–4800            | 930 Nm/2330–4000            | 1000 Nm/1860–5260           |
| Kraftübertragung                                                 |                           |                           |                      |                             |                             |                             |                             |
| Antrieb                                                          | Hinterradantrieb          | Allradantrieb             | Allradantrieb        | Allradantrieb               | Allradantrieb               | Allradantrieb               | Allradantrieb               |
| Getriebe, serienmäßig                                            | ZF 8-Gang-PDK             | ZF 8-Gang-PDK             | ZF 8-Gang-PDK        | ZF 8-Gang-PDK               | ZF 8-Gang-PDK               | ZF 8-Gang-PDK               | ZF 8-Gang-PDK               |
| Messwerte                                                        |                           |                           |                      |                             |                             |                             |                             |
| Höchstgeschwindigkeit                                            | 272 km/h                  | 270 km/h                  | 302 km/h             | 280 km/h                    | 290 km/h                    | 315 km/h                    | 325 km/h                    |
| Höchstgeschwindigkeit, Executive                                 | –                         | –                         | –                    | 280 km/h                    | –                           | –                           | 325 km/h                    |
| Beschleunigung, 0–100 km/h                                       | 5,3 s [5,1 s] 5           | 5,0 s [4,8 s] 5           | 3,8 s                | 4,1 s                       | 3,7 s                       | 3,2 s                       | 2,9 s                       |
| Beschleunigung, 0–100 km/h, Executive                            | –                         | –                         | –                    | 4,2 s                       | –                           | –                           | 3,0 s                       |
| Beschleunigung, 0–160 km/h                                       | 12,4 s [12,1 s] 5         | 12,2 s [11,9 s] 5         | 9,1 s                | 10,0 s                      | 8,6 s                       | 7,3 s                       | 6,5 s                       |
| Beschleunigung, 0–160 km/h, Executive                            | –                         | –                         | –                    | 10,3 s                      | –                           | –                           | 6,7 s                       |
| Leergewicht (DIN)                                                | 1960 kg                   | 1995 kg                   | 2140 kg              | 2305 kg                     | 2330 kg                     | 2435 kg                     | 2440 kg                     |
| Leergewicht (DIN), Executive                                     | –                         | –                         | –                    | 2400 kg                     | –                           | –                           | 2535 kg                     |
| Kraftstoffverbrauch auf 100 km (kombiniert nach WLTP)            | 9,6–10,5 l                | 10,1–11,2 l               | 12,0–12,7 l          | 1,0–1,4 l                   | 1,1–1,4 l                   | 1,2–1,7 l                   | 1,4–1,6 l                   |
| Kraftstoffverbrauch auf 100 km (kombiniert nach WLTP), Executive | –                         | –                         | –                    | 1,0–1,4 l                   | –                           | –                           | 1,4–1,6 l                   |
| CO2-Emissionen (kombiniert)                                      | 219–239 g/km              | 230–253 g/km              | 274–288 g/km         | 22–32 g/km                  | 24–33 g/km                  | 26–38 g/km                  | 31–36 g/km                  |
| CO2-Emissionen (kombiniert), Executive                           | –                         | –                         | –                    | 23–32 g/km                  | –                           | –                           | 33–36 g/km                  |
| Tankinhalt                                                       | 75 l                      | 75 l                      | 90 l                 | 80 l                        | 80 l                        | 80 l                        | 80 l                        |
| Abgasnorm                                                        | Euro 6e                   | Euro 6e                   | Euro 6e              | Euro 6e                     | Euro 6e                     | Euro 6e                     | Euro 6e                     |

## Varia
- Der Panamera 4S Diesel war bis zur Einführung des Alpina D5 S Ende 2017 mit einer Höchstgeschwindigkeit von 285 km/h das schnellste erhältliche Dieselfahrzeug der Welt. Außerdem ist dies der stärkste von Porsche je in Serie verbaute Dieselmotor.[44]
- Der Panamera Turbo umrundete im Juni 2016 die Nordschleife des Nürburgrings in 7:38 Minuten. Damit war er die schnellste Luxus-Limousine auf dieser Rennstrecke, bis die Zeit von einem Alfa Romeo Giulia (952) im September 2016 mit 7:32 Minuten unterboten wurde.[45]
- Die Rapper Bushido und Shindy veröffentlichten im März 2013 das Lied Panamera Flow, in dem der Luxus des Porsche Panamera verherrlicht wird.[46]
- Das Orgel-Register Stahlspiel in der Nikolaikirche Leipzig heißt Panamera, das Orgel-Register Carillon trägt den Namen Macan. Diese Umbenennungen sind ein Dankeschön dafür, dass sich Porsche Leipzig mit mehr als 1,8 Millionen Euro an der umfassenden Sanierung und Erweiterung der Orgel in der Nikolaikirche Leipzig als Sponsor beteiligt hat; beide Auto-Modelle fertigt Porsche in seinem Werk in Leipzig. Im Volksmund wird das heutige Instrument – aufgrund des umfangreichen Engagements des Orgelsponsors – augenzwinkernd Porsche-Orgel genannt.[47][48]

## Zulassungszahlen in Deutschland
Seit dem Marktstart 2009 bis einschließlich Dezember 2024 sind in der Bundesrepublik Deutschland insgesamt 38.334 Panamera neu zugelassen worden. Mit 3.977 Einheiten war 2017 das erfolgreichste Verkaufsjahr.
|  |

|  |

|  |

|  |

|  |

|  |

|  |

|  |

|  |

|  |

|  |

|  |

|  |

|  |

|  |

|  |

|  |

|  |

|  |

|  |

|  |

|  |

|  |

|  |

|  |

|  |

|  |

|  |

|  |

|  |

|  |

|  |

|  |

|  |

|  |

|  |

|  |

|  |

|  |

|  |

|  |

|  |

|  |

|  |

|  |

|  |

|  |

|  |

|  |

|  |

|  |

|  |

|  |

|  |

|  |

|  |

|  |

|  |

|  |

|  |

|  |

|  |

|  |

|  |

|  |

|  |

|  |

|  |

|  |

|  |

|  |

|  |

|  |

|  |

|  |

|  |

|  |

|  |

|  |

|  |

|  |

|  |

|  |

|  |

|  |

|  |

|  |

|  |

|  |

|  |

|  |

|  |

|  |

|  |

|  |

|  |

|  |

|  |

|  |

|  |

|  |

|  |

|  |

|  |

|  |

|  |

|  |

|  |

|  |

|  |

|  |

|  |

|  |

|  |

|  |

|  |

|  |

|  |

|  |

|  |

|  |

|  |

|  |

|  |

|  |

|  |

|  |

|  |

|  |

|  |

|  |

|  |

|  |

|  |

|  |

|  |

|  |

|  |

|  |

|  |

|  |

|  |

|  |

|  |

|  |

|  |

|  |

|  |

|  |

|  |

|  |

|  |

|  |

|  |

|  |

|  |

|  |

|  |

|  |

|  |

|  |

|  |

|  |

|  |

|  |

|  |

|  |

|  |

|  |

|  |

|  |

|  |

|  |

|  |

|  |

|  |

|  |

|  |

|  |

|  |

|  |

|  |

|  |

|  |

|  |

|  |

|  |

|  |

|  |

|  |

|  |

|  |

|  |

|  |

|  |

|  |

|  |

|  |

|  |

|  |

|  |

|  |

|  |

|  |

|  |

|  |

|  |

|  |

|  |

|  |

|  |

|  |

|  |

|  |

|  |

|  |

|  |

|  |

|  |

|  |

|  |

|  |

|  |

|  |

|  |

|  |

|  |

|  |

|  |

|  |

|  |

|  |

|  |

|  |

|  |

|  |

|  |

|  |

|  |

|  |

|  |

|  |

|  |

|  |

|  |

|  |

|  |

|  |

|  |

|  |

|  |

|  |

|  |

|  |

|  |

|  |

|  |

|  |

|  |

|  |

|  |

|  |

|  |

|  |

|  |

|  |

|  |

|  |

|  |

|  |

|  |

|  |

|  |

|  |

|  |

|  |

|  |

|  |

|  |

|  |

|  |

|  |

|  |

|  |

|  |

|  |

|  |

|  |

|  |

|  |

|  |

|  |

|  |

|  |

|  |

|  |

|  |

|  |

|  |

|  |

|  |

|  |

|  |

|  |

|  |

|  |

|  |

|  |

|  |

|  |

|  |

|  |

|  |

|  |

|  |

|  |

|  |

|  |

|  |

|  |

|  |

|  |

|  |

|  |

|  |

|  |

|  |

|  |

|  |

|  |

|  |

|  |

|  |

|  |

|  |

|  |

|  |

|  |

|  |

|  |

|  |

|  |

|  |

|  |

|  |

|  |

|  |

|  |

|  |

|  |

|  |

|  |

|  |

|  |

|  |

|  |

|  |

|  |

|  |

|  |

|  |

|  |

|  |

|  |

|  |

|  |

|  |

|  |

|  |

|  |

|  |

|  |

|  |

|  |

|  |

|  |

|  |

|  |

|  |

|  |

|  |

|  |

|  |

|  |

|  |

|  |

|  |

|  |

|  |

|  |

|  |

|  |

|  |

|  |

|  |

|  |

|  |

|  |

|  |

|  |

|  |

|  |

|  |

|  |

|  |

|  |

|  |

|  |

|  |

|  |

|  |

|  |

|  |

|  |

|  |

|  |

|  |

|  |

|  |

|  |

|  |

|  |

|  |

|  |

|  |

|  |

|  |

|  |

|  |

|  |

|  |

|  |

|  |

|  |

|  |

|  |

|  |

|  |

|  |

|  |

|  |

|  |

|  |

|  |

|  |

|  |

|  |

|  |

|  |

|  |

|  |

|  |

|  |

|  |

|  |

|  |

|  |

|  |

|  |

|  |

|  |

|  |

|  |

|  |

|  |

|  |

|  |

|  |

|  |

|  |

|  |

|  |

|  |

|  |

|  |

|  |

|  |

|  |

|  |

|  |

|  |

|  |

|  |

|  |

|  |

|  |

|  |

|  |

|  |

|  |

|  |

|  |

|  |

|  |

|  |

|  |

|  |

|  |

|  |

|  |

|  |

|  |

|  |

|  |

|  |

|  |

|  |

|  |

|  |

|  |

|  |

|  |

|  |

|  |

|  |

|  |

|  |

|  |

|  |

|  |

|  |

|  |

|  |

|  |

|  |

|  |

|  |

|  |

|  |

|  |

|  |

|  |

|  |

|  |

|  |

|  |

|  |

|  |

|  |

|  |

|  |

|  |

|  |

|  |

|  |

|  |

|  |

|  |

|  |

|  |

|  |

|  |

|  |

|  |

|  |

|  |

|  |

|  |

|  |

|  |

|  |

|  |

|  |

|  |

|  |

|  |

|  |

|  |

|  |

|  |

|  |

|  |

|  |

|  |

|  |

|  |

|  |

|  |

|  |

|  |

|  |

|  |

|  |

|  |

|  |

|  |

|  |

|  |

|  |

|  |

|  |

|  |

|  |

|  |

|  |

|  |

|  |

|  |

|  |

|  |

|  |

|  |

|  |

|  |

|  |

|  |

|  |

|  |

|  |

|  |

|  |

|  |

|  |

|  |

|  |

|  |

|  |

|  |

|  |

|  |

|  |

|  |

|  |

|  |

|  |

|  |

|  |

|  |

|  |

|  |

|  |

|  |

|  |

|  |

|  |

|  |

|  |

|  |

|  |

|  |

|  |

|  |

|  |

|  |

|  |

|  |

|  |

|  |

|  |

|  |

|  |

|  |

|  |

|  |

|  |

|  |

|  |

|  |

|  |

|  |

|  |

|  |

|  |

|  |

|  |

|  |

|  |

|  |

|  |

|  |

|  |

|  |

|  |

|  |

|  |

|  |

|  |

|  |

|  |

|  |

|  |

|  |

|  |

|  |

|  |

|  |

|  |

|  |

|  |

|  |

|  |

|  |

|  |

|  |

|  |

|  |

|  |

|  |

|  |

|  |

|  |

|  |

|  |

|  |

|  |

|  |

|  |

|  |

|  |

|  |

|  |

|  |

|  |

|  |

|  |

|  |

|  |

|  |

|  |

|  |

|  |

|  |

|  |

|  |

|  |

|  |

|  |

|  |

|  |

|  |

|  |

|  |

|  |

|  |

|  |

|  |

|  |

|  |

|  |

|  |

|  |

|  |

|  |

|  |

|  |

|  |

|  |

|  |

|  |

|  |

|  |

|  |

|  |

|  |

|  |

|  |

|  |

|  |

|  |

|  |

|  |

|  |

|  |

|  |

|  |

|  |

|  |

|  |

|  | Benziner (20.387) |

|  | Benziner (20.387) |

|  | Diesel (6.851) |

|  | Diesel (6.851) |

|  | Benzin-Hybrid (718) |

|  | Benzin-Hybrid (718) |

|  | Benzin-PHEV (10.378) |

|  | Benzin-PHEV (10.378) |